# Feldkirchen in Kärnten

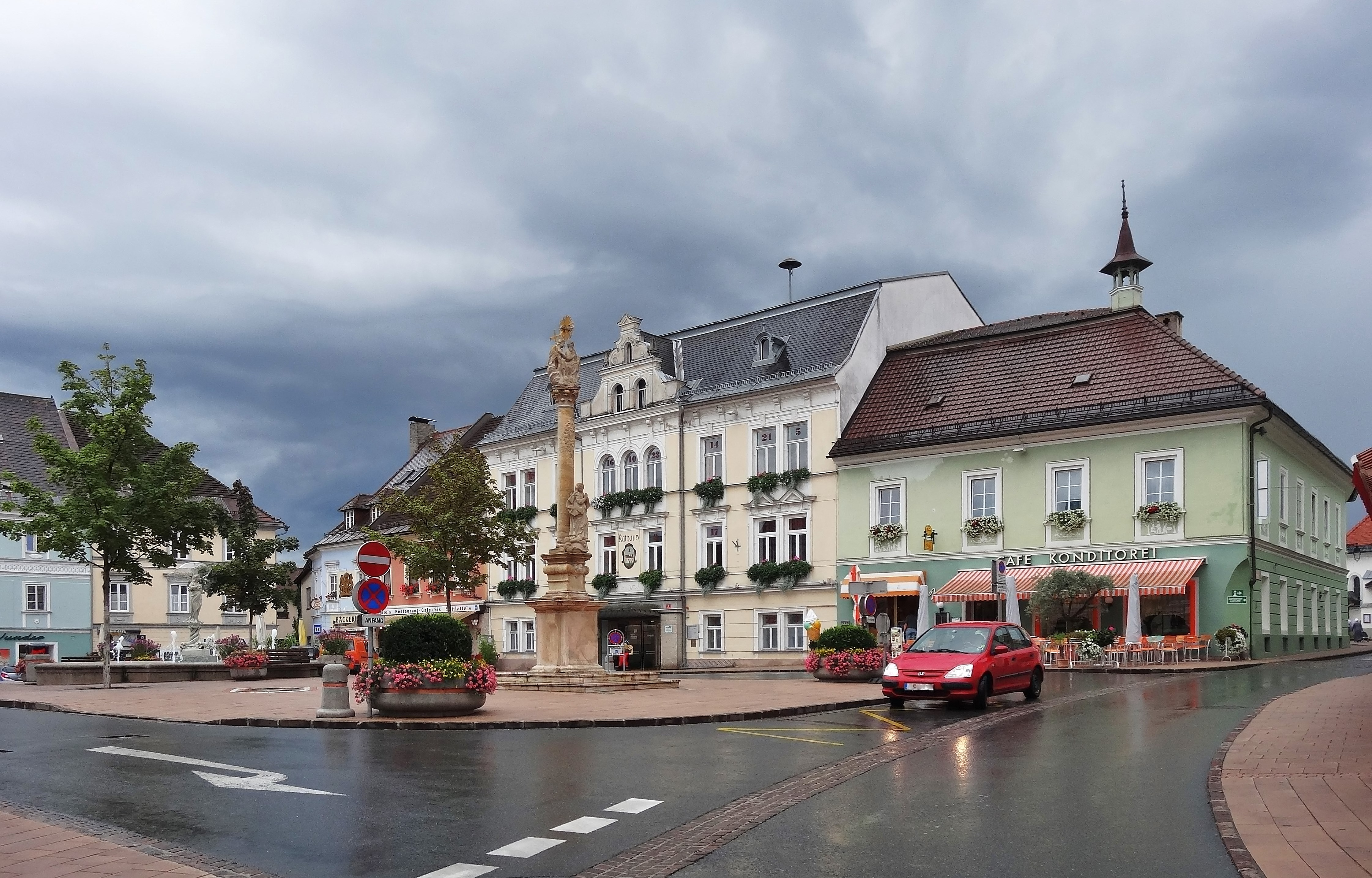
Der Hauptplatz von Feldkirchen in Kärnten

Feldkirchen in Kärnten ist eine Stadtgemeinde und Sitz der Bezirkshauptmannschaft des gleichnamigen österreichischen Bezirks. Die durch mehrere Gemeindereformen heute 86 Ortschaften umfassende Großgemeinde zählt 14.528 Einwohner (Stand 1. Jänner 2025) und ist damit die fünftgrößte Stadt Kärntens. Feldkirchen wurde um 1065/66 erstmals urkundlich erwähnt und erhielt bereits vor 1176 das Marktprivileg zugesprochen. 1930 wurde die Gemeinde zur Stadt erhoben und 1982 zur Bezirkshauptstadt.

## Geographie

### Lage

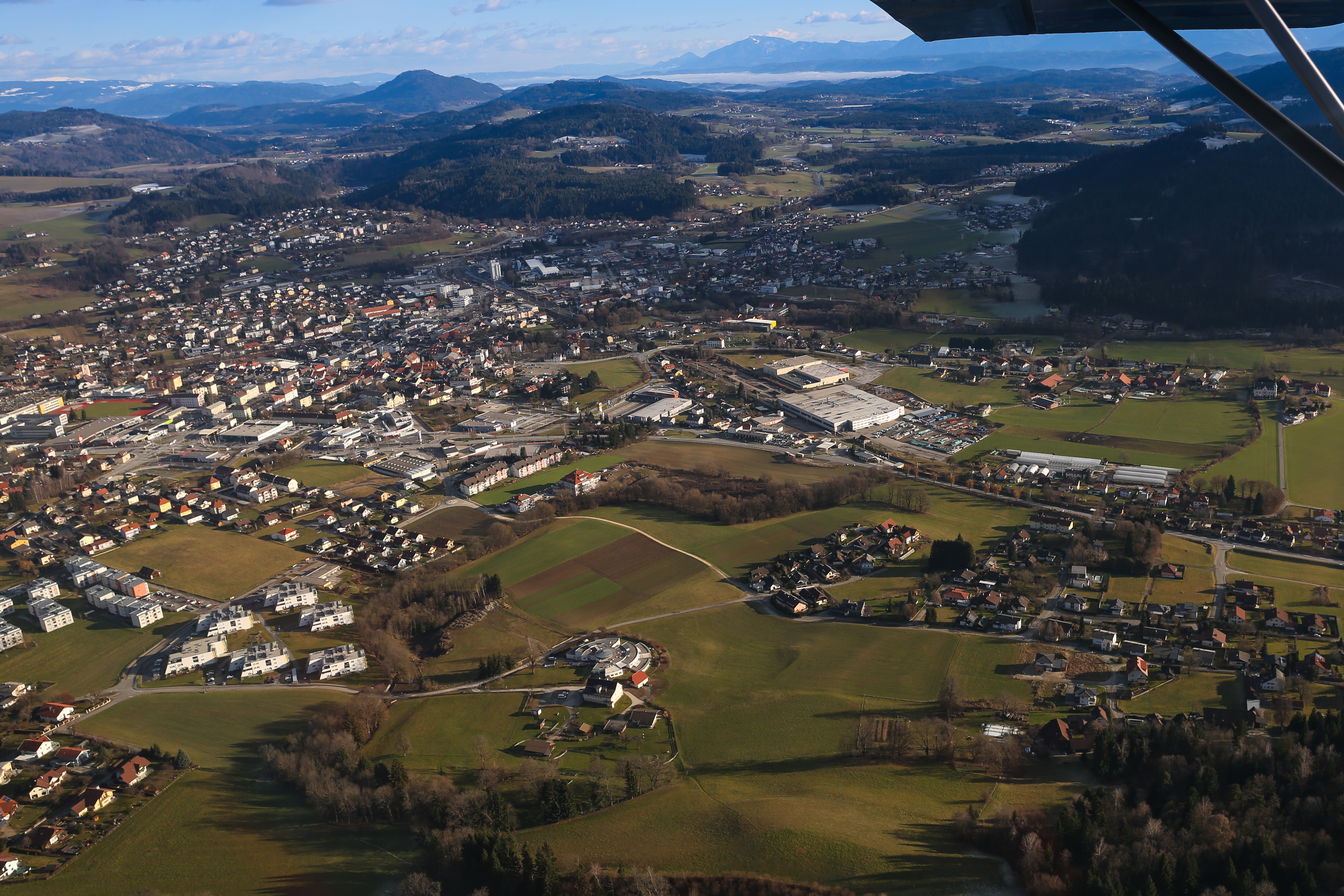
Luftaufnahme, Nordwest-Ansicht

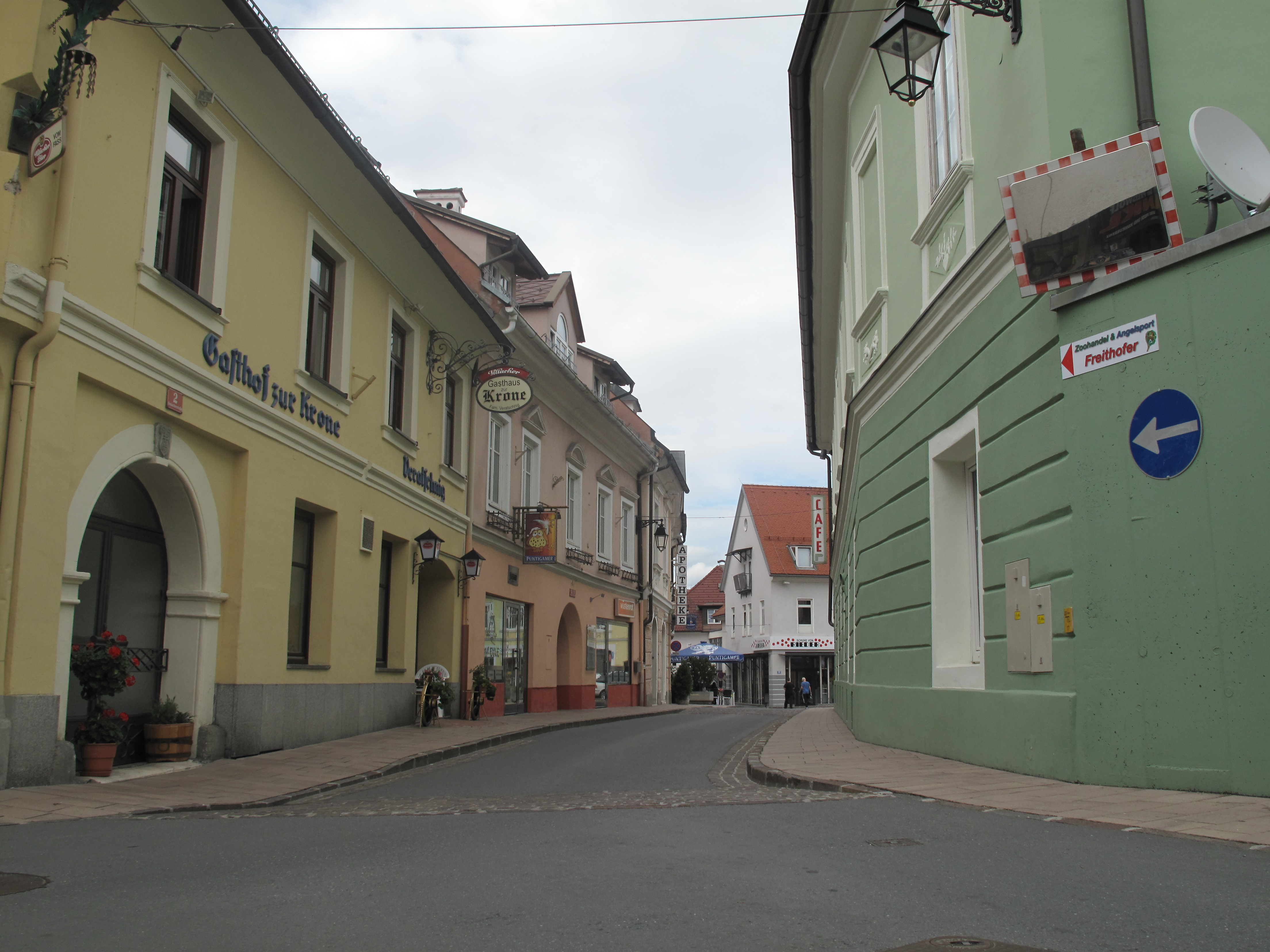
Gebäude unweit des Hauptplatzes von Feldkirchen

Die Stadt Feldkirchen liegt am nördlichen Rand des Klagenfurter Beckens. Das Gemeindegebiet liegt zwischen 510 m (tiefster Punkt an der Gemeindegrenze zu Ossiach im Bachbett der Tiebel) und 1069 m (höchster Punkt, Taubenbühel am Ossiacher Tauern), Feldkirchen selbst in etwa 550 m Seehöhe.

### Gewässer
Fließgewässer
- Die Tiebel – auch  Tiebelbach genannt – durchfließt die Stadt von Nord nach Süd. Sie ist der Hauptzufluss des Ossiacher Sees
- Die Glan fließt vom Ossiacher Tauern kommend durch das Gemeindegebiet im Südosten
- Der Tiffner Bach fließt in einem kleinen Bereich, in der Ortschaft Leinig zur Tiebel
- Der Powirtschacher  Bach fließt im Norden der Gemeinde zur Tiebel
- Der Klammbach fließt durch die Ortschaft Dellach zur Glan (Gurk)

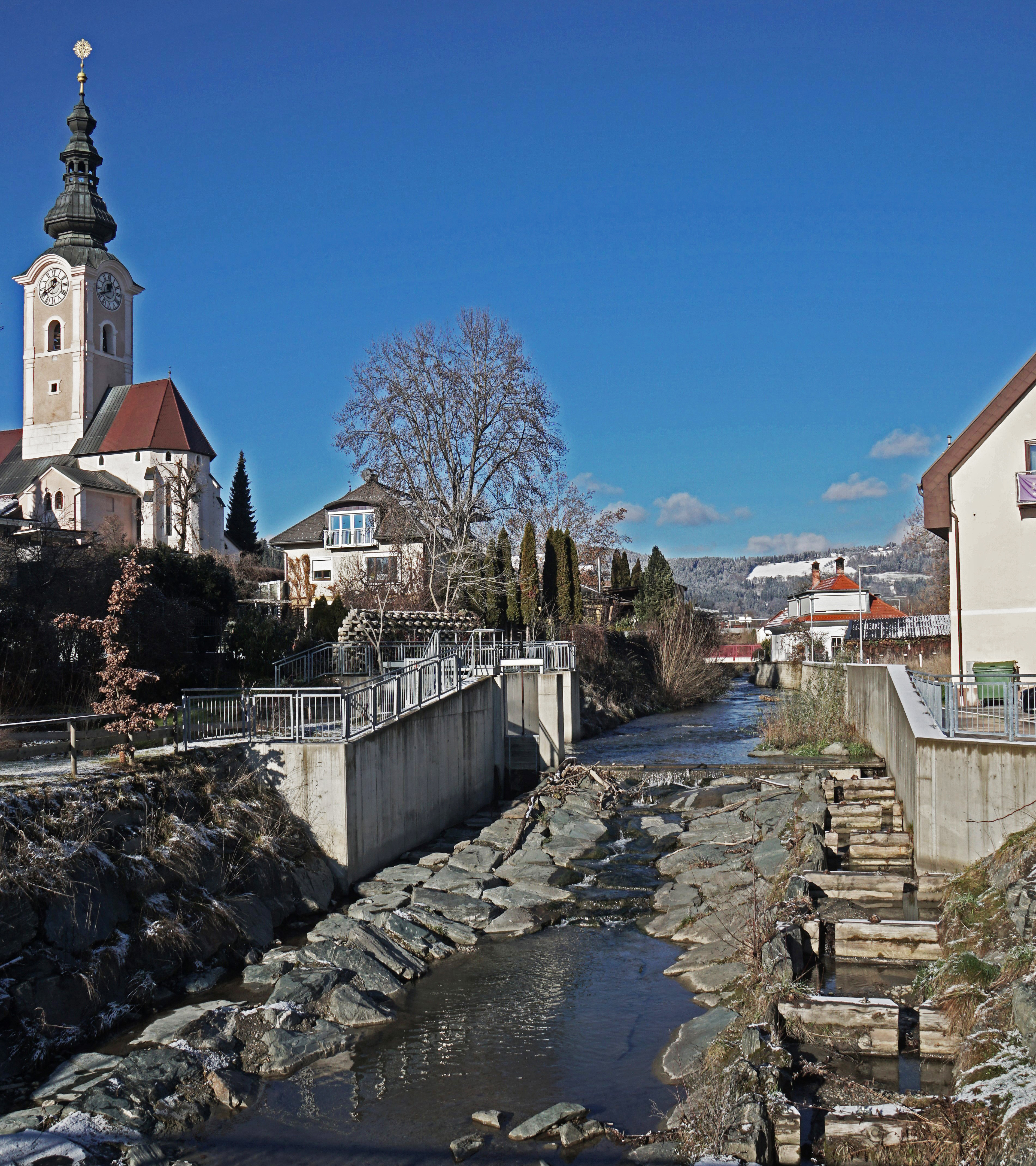
Die Tiebel
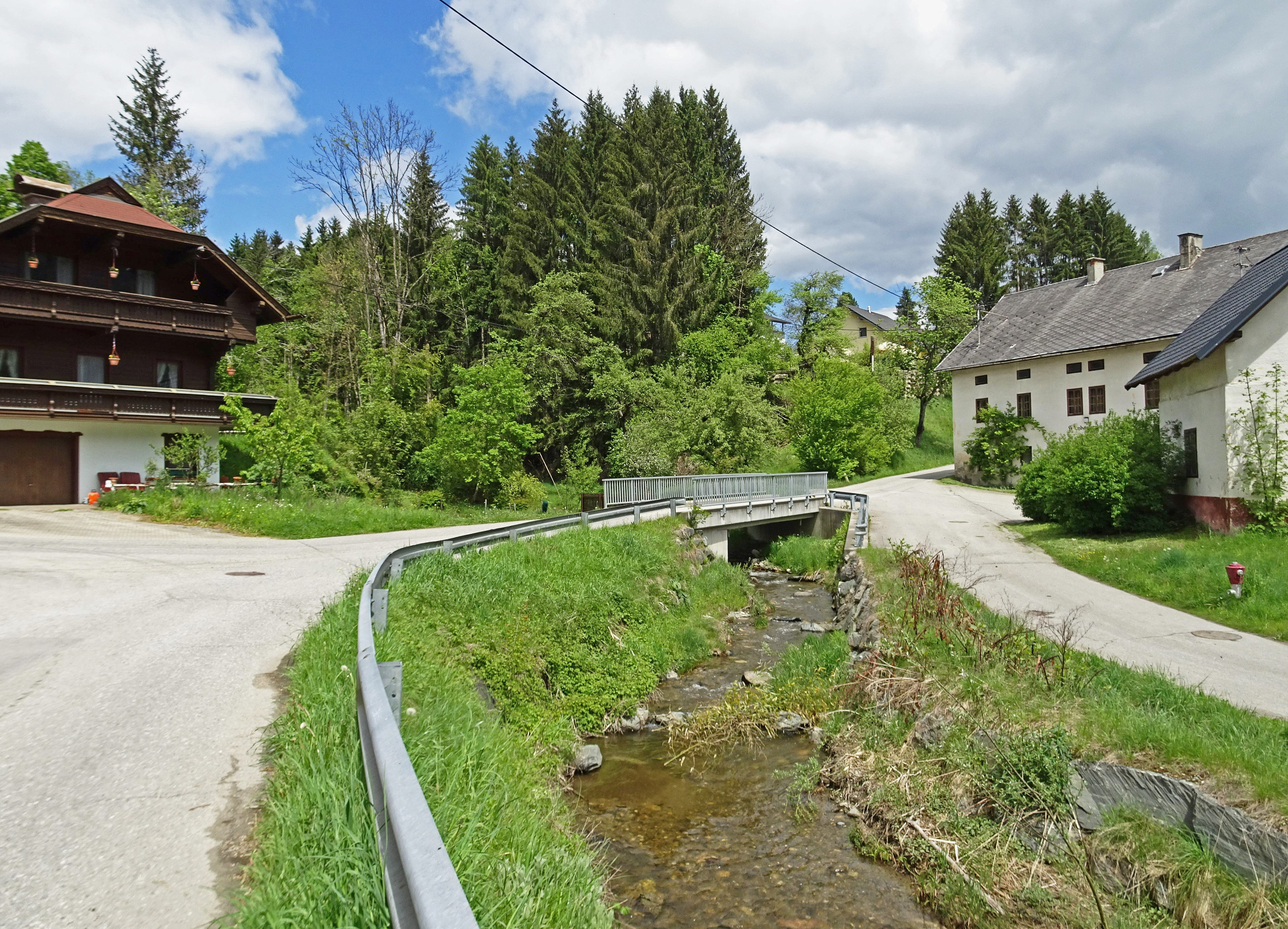
Der Klammbach in Dellach

Stehende Gewässer
- Der Dietrichsteiner See im Osten
- Der Maltschacher See im  Südosten
- Der Flatschacher See  im Nordwesten

### Stadtgliederung
Die Ortschaften der Stadtgemeinde sind in folgende 12 Katastralgemeinden gegliedert:
- Fasching
- Feldkirchen
- Glanhofen
- Gradisch
- Hoefling
- Klein St. Veit
- Pernegg
- Rabensdorf
- St. Ulrich
- Sittich
- Tschwarzen
- Waiern

Das Stadtgemeindegebiet umfasst folgende 86 Ortschaften (in Klammern Einwohnerzahl Stand 1. Jänner 2025):
- Adriach (11)
- Agsdorf-Gegend (9)
- Aich (14)
- Albern (38)
- Alpen (6)
- Bösenlacken (103)
- Briefelsdorf (241)
- Buchscheiden (117)
- Debar (33)
- Dellach (149)
- Dietrichstein (9)
- Dobra (19)
- Dolintschig (54)
- Eberdorf (29)
- Egg (59)
- Elbling (20)
- Farcha (44)
- Fasching (9)
- Feistritz (209)

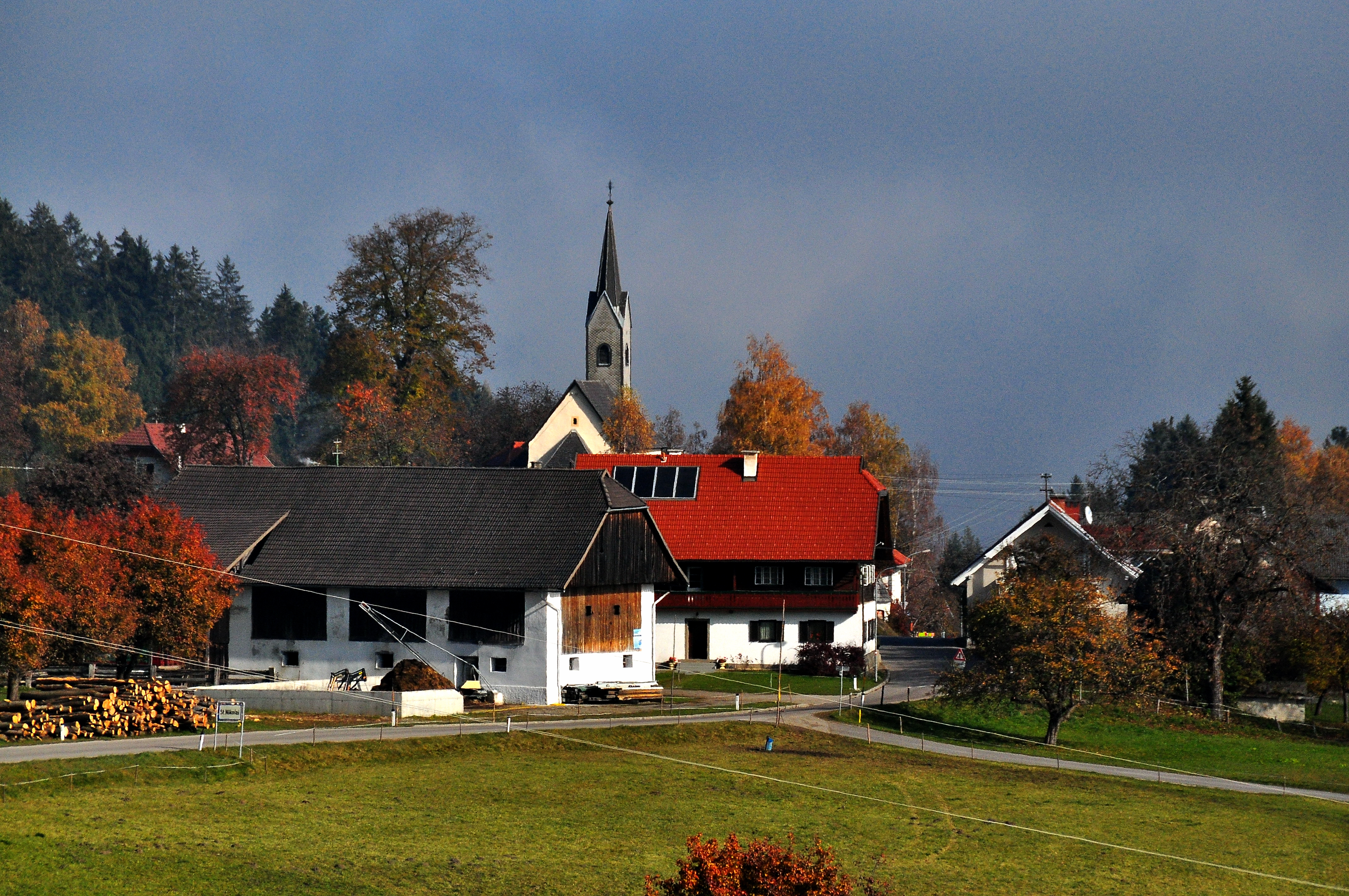
Sankt Nikolai

- Feldkirchen in Kärnten (2922)
- Förolach (17)
- Glan (107)
- Glanblick (95)
- Glanhofen (256)
- Gradisch (6)
- Guttaring (15)
- Haiden (449)
- Hart (45)
- Höfling (299) samt Höfling-Siedlung
- Ingelsdorf (96)
- Kallitsch (63)
- Klachl (58)
- Klausen (54)
- Klein St. Veit (131)
- Kofl (10)
- Krahberg (271)
- Kreuth (40)
- Laboisen (426)
- Lang (35, von alpenslawisch *lǫka: feuchte Wiese)[2]
- Leinig (104)
- Leiten (74)
- Lendorf (92)
- Liebetig (114, von alpenslawisch *L’ubotik’e, was als Ort der Nachkommen des L’ubota gedeutet wird)[2]
- Lindl (812)
- Maltschach (83)
- Markstein (547)
- Mattersdorf (49)
- Metzing (181)
- Micheldorf (142)
- Naßweg (53)
- Niederdorf (81)
- Oberglan (440)
- Pernegg (33)
- Persching (48)
- Poitschach (33)
- Poitschach-Baracke (0)
- Poitschachgraben (4)
- Pökelitz (2)
- Pollenitz (18)
- Powirtschach (98)
- Prägrad (86)
- Praschig (3)
- Rabensdorf (199)
- Radweg (296, slow. Radoviče)[2]
- Raunach (48)
- Rennweg (6)
- Rottendorf (130)
- Seitenberg (80)
- Sittich (105) samt Obersittich
- Sonnrain (198)
- St. Martin (264)
- St. Nikolai (144)
- St. Ruprecht (934)
- St. Stefan (113)
- St. Ulrich (595)
- Stocklitz (108)
- Strußnighof (7)
- Tramoitschig (168)
- Tschwarzen (89)
- Unterberg (55)
- Untere Glan (83)
- Unterrain (57)
- Wachsenberg (29)
- Waiern (1109)
- Weit (34)
- Zingelsberg (12)

### Nachbargemeinden
| Himmelberg     | Steuerberg                                  | Sankt Urban |
| Steindorf      | Kompassrose, die auf Nachbargemeinden zeigt | Glanegg     |
| Ossiach Velden | Techelsberg                                 | Moosburg    |

## Geschichte

### Erste Ansiedlungen

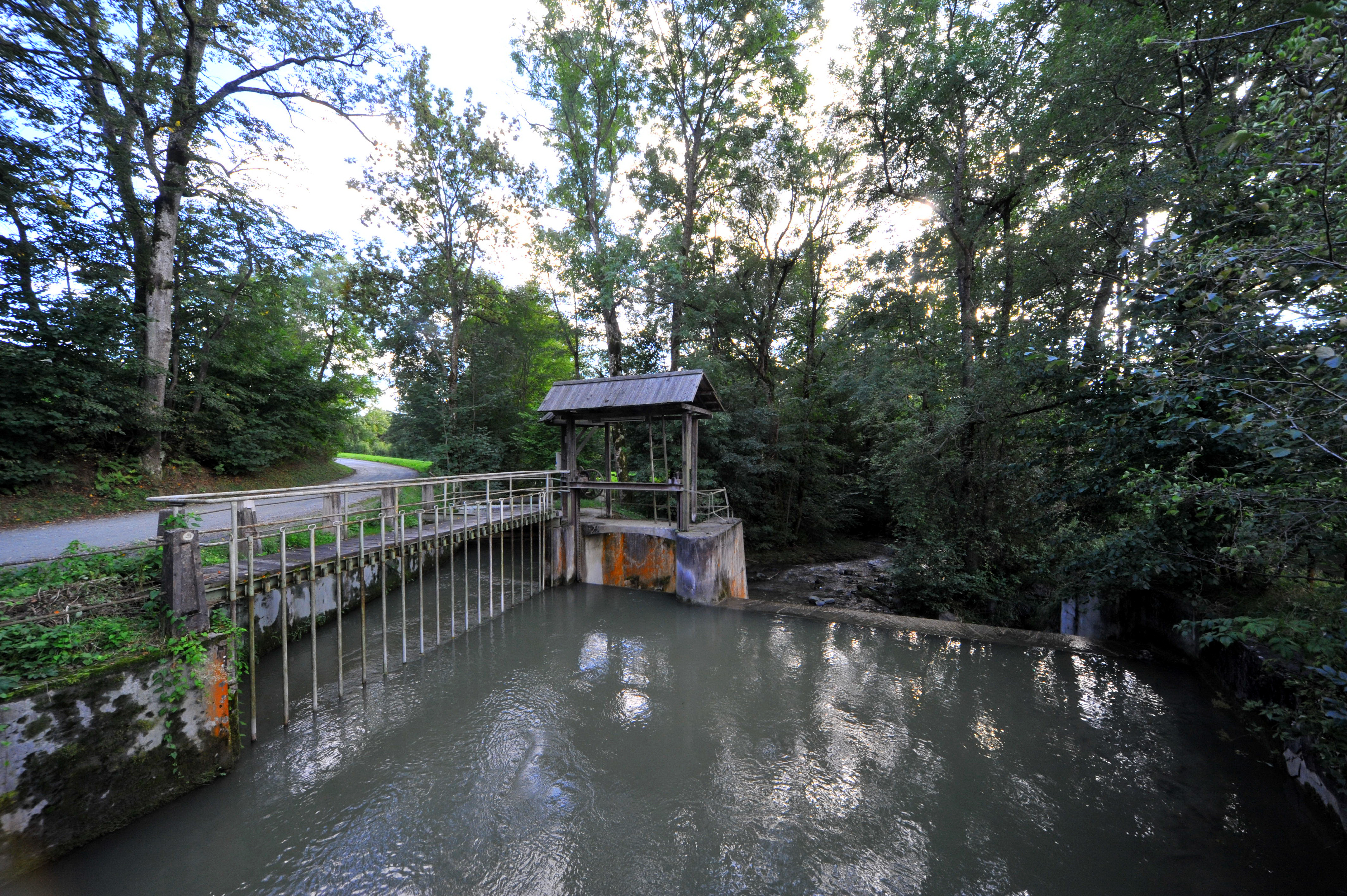
Wehr an der Tiebel in Feistritz

Das Gebiet um das heutige Feldkirchen, im Glantal und am Ossiacher See ist seit der späteren Jungsteinzeit (um 2000 v. Chr.) vereinzelt besiedelt. Für das 5. Jahrhundert v. Chr. ist eine befestigte Ansiedlung auf dem Krahberg nachgewiesen, die von den Kelten im 3. Jahrhundert v. Chr. übernommen wurde. In der Zeit des Königreichs Noricum wurden allmählich auch die ebenen Talflächen besiedelt. So stand an der Stelle der heutigen Tiffener Jakobskirche ein gut befestigtes Heiligtum. Der Ortsname „Tiffen“ ist auf das keltische „Tif“ (Sumpf) zurückzuführen, und auch der Name der Glan („die Lautere, Klare“) ist keltischen Ursprungs.

### Antike und Zeit der Völkerwanderung

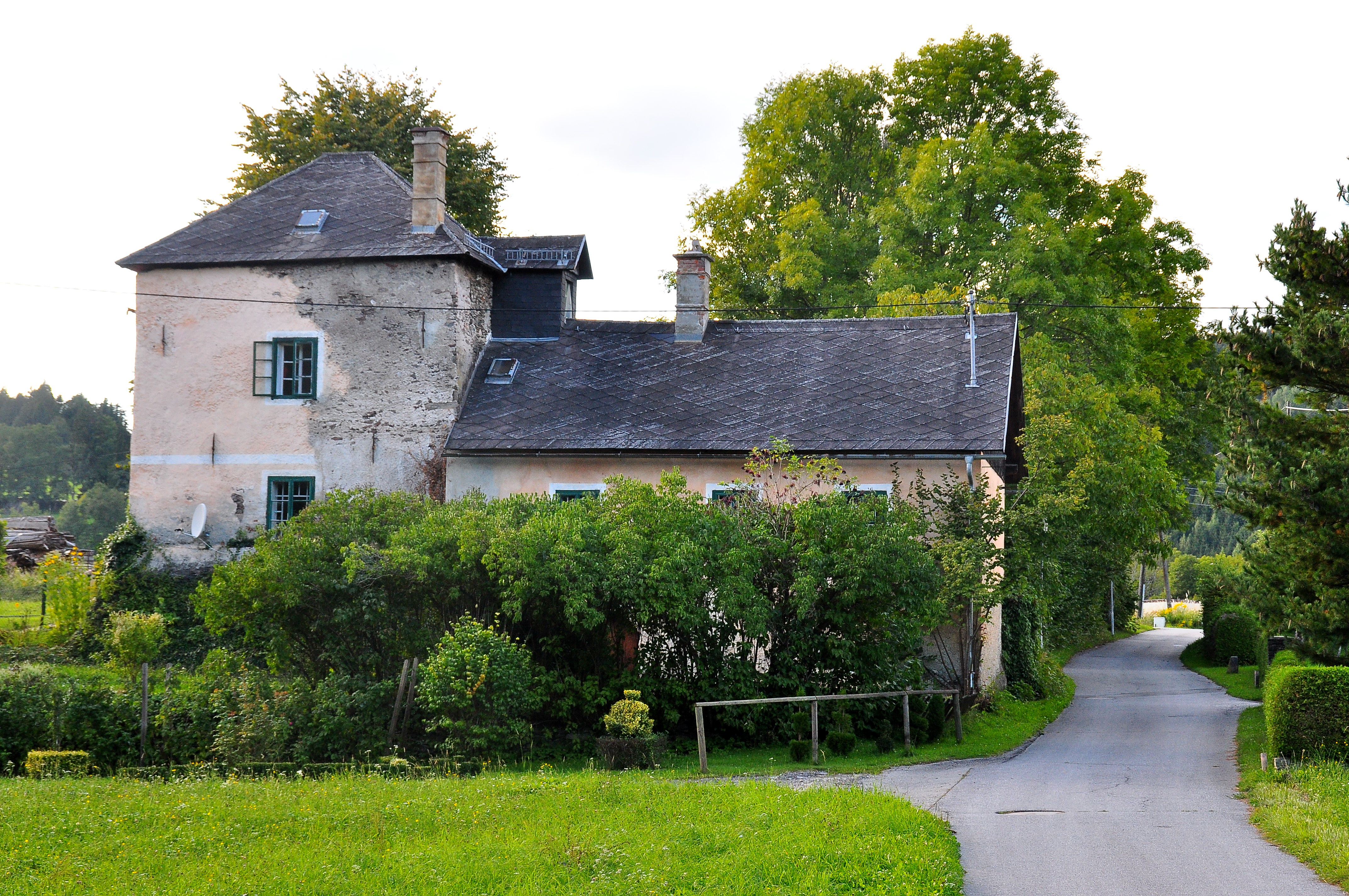
Altes Wohnhaus in Feistritz Nr. 13

Die Römer besetzten Noricum im Jahr 15 v. Chr. und bauten in der Folge das bis dahin primitive Straßensystem aus. Für das römische Feldkirchen ist anzunehmen, dass es sich um die Straßenstation Beliandrum handelt. Die von Aquileia nach Norden über den Plöckenpass ins Drautal führende Via Julia Augusta verlief über Irschen (castrum Ursen) – Spittal (Teurnia) – Krastal – Treffen und Feldkirchen (Beliandrum?) nach Virunum. Wie von Teurnia zweigte von Feldkirchen die Römerstraße Virunum – Iuvavum in Richtung Norden nach Salzburg (Iuvavum) ab.
Ab dem 4. Jahrhundert nach Christus verbreitete sich, vom Aquileja ausgehend, die christliche Lehre in der römischen Provinz Noricum. Einen Hinweis, dass es im Feldkirchener Raum um das Jahr 400 eine Christengemeinde gegeben haben könnte, ist der Grabstein einer Römerin namens Valerina, auf dem ein Christogrammkreuz abgebildet ist.
In der Zeit der Völkerwanderung wurden im 5. Jahrhundert zahlreiche Ansiedlungen durch umherziehende Germanenstämme verwüstet und geplündert. Im 6. Jahrhundert zogen sich viele der noch ansässigen Keltoromanen, bedrängt durch slawische Siedler, in entlegenere Täler zurück. Kurz vor 600 n. Chr. zog auch slawischer Kriegeradel in das Land ein und begründete das Fürstentum Karantanien. Slawische Siedler rodeten an verschiedenen Stellen des Feldkirchener Beckens Höhenterrassen und legten dort geschlossene Siedlungen an. Mehrere Flur-, Orts- und Flussnamen im heutigen Gemeindegebiet sind daher slawischen Ursprungs, so z. B. Poitschach (von poljanica, „kleine Ebene“), Powirtschach (von podvorcice, „zwei Höflein“) oder Tscherneitsch (von crnejec, „der Schwarze“).

### Frühes Mittelalter

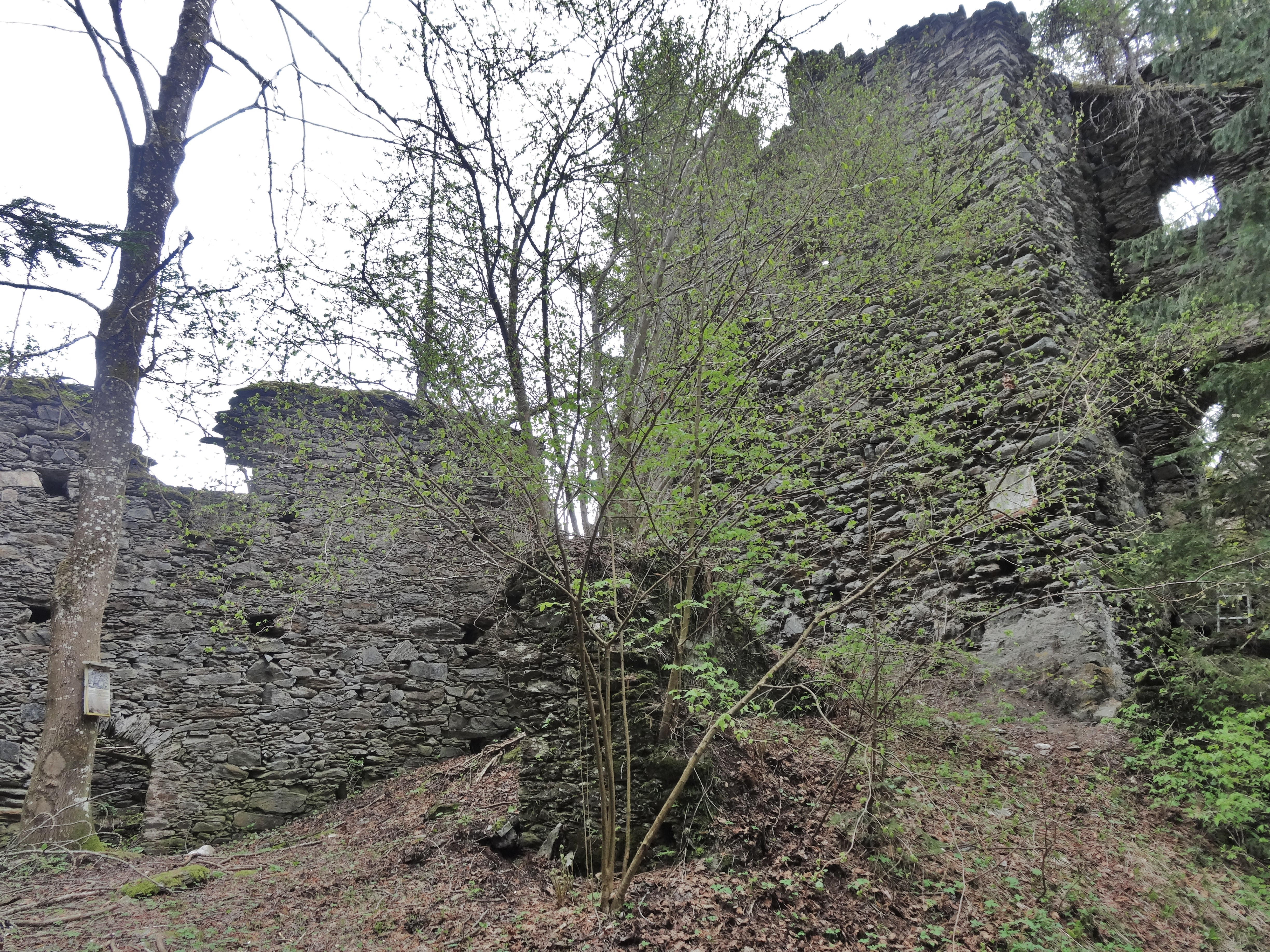
Ruine Prägrad

Im 8. und 9. Jahrhundert wurden zur Schaffung weiterer Siedlungs- und Bewirtschaftungsflächen Wälder gerodet, bevorzugt in höheren Hanglagen, da sich das sumpfige und dicht bewaldete Gebiet in den Tälern nicht zur Besiedlung eignete. Um die Mitte des 8. Jahrhunderts setzte in Karantanien eine zweite Christianisierungswelle ein, die diesmal vom Bistum Salzburg ausging und die die „Bekehrung“ der Slawen zum Ziel hatte (in diesem Kontext wurden die später niedergeschriebenen Texte der Freisinger Denkmäler und damit einhergehend eine auf dem Alpenromanischen basierende alpenslawisch/slowenische christliche Terminologie geschaffen).
In deren Folge entstand auch die erste „Kirche im Felde“, die nebst zugehöriger Siedlung erstmals in einer Schenkungsurkunde vom 26. Dezember 888 als „Ueldchiricha“ genannt wird; diese Urkunde war jedoch um 1065/66 gefälscht worden.
Nach den benediktinischen Klostergründungen Ossiach (vor 1027) und Millstatt (um 1070) wurden umfangreiche Besitzungen in Kärnten an die Kirche vergeben. Auch das erst 1007 gegründete Bistum Bamberg wurde in Kärnten großzügig mit Land bedacht (Villach mit dem Kanaltal, Feldkirchen sowie Wolfsberg mit dem oberen Lavanttal) und gewann dadurch erheblich an Einfluss. Das Gebiet um Feldkirchen gehörte bis 1759 zu Bamberg. Von seiner günstigen Lage am Handelsweg Wien–Steiermark–St. Veit–Villach–Venedig profitierten Feldkirchen und umliegende Ortschaften wie Steindorf und Glanegg ab Mitte des 11. Jahrhunderts. Entlang dieser wichtigen Straße entstanden rund um Feldkirchen die Burgen Dietrichstein, Prägrad, Tiffen und Glanegg. Auch der Bau etlicher gotischer Kirchen in der Region fällt in die Zeit des wirtschaftlichen Aufstiegs, der bis zur Mitte des 13. Jahrhunderts anhielt.

### Entwicklung des Marktes
Bereits in das Jahr 1176 fällt die erstmalige Nennung Feldkirchens als Markt (lat. forum), der dabei als eigener Rechtsbereich bezeichnet wurde, und damit außerhalb des Einflussbereichs des Kärntner Herzogs lag. Zu einem Markt im vollen Rechtssinn fehlten zu diesem Zeitpunkt allerdings noch die bürgerliche Selbstverwaltung durch einen Rat und einen frei gewählten Richter, Marktsiegel und -wappen sowie ein Wochen- und Jahrmarkt. Der Marktrichter etwa, der zugleich Burggraf auf Dietrichstein war, wurde durch den Bamberger Bischof aus dem Kreis der ritterlichen Lehensleute bestimmt, Bestrebungen der Bürger auf eine freie Richterwahl noch Ende des 14. Jahrhunderts durch das Bistum unterdrückt.
1434 wurden Feldkirchen und Dietrichstein an Pankraz Ungnad verpfändet. Dessen aus dem Lavanttal stammende Familie stand ursprünglich in bambergischen Diensten, stellte aber auch einige Heerführer und Beamte des Kaisers und war dadurch zu Reichtum und Ansehen gelangt. Während der Zeit der Ungnadschen Herrschaft, die bis 1468 andauerte, verselbständigte sich der Markt Feldkirchen auch als Bürgergemeinde, was vor allem auf die engen Beziehungen Ungnads zu den habsburgischen Landesfürsten zurückging. 1441 stellte König Friedrich IV. die Feldkirchener Bürger bezüglich Handel und Gewerbe denen der landesfürstlichen Märkte und Städte gleich, 1453 erhielt Feldkirchen das Recht auf einen Jahrmarkt und wurde von der Gerichtsbarkeit auswärtiger Landrichter befreit. Ab 1459 führte der Markt auch ein eigenes Wappen und 1468 schließlich gab Christoph Ungnad den Bürgern eine eigene Marktordnung, die zahlreiche Bereiche des alltäglichen Lebens regelte. Im selben Jahr kaufte der Bamberger Bischof Feldkirchen aus der Verpfändung zurück.
Die folgenden Jahrzehnte waren durch Überfälle zunächst der Türken und später auch der Ungarn geprägt, die sowohl Feldkirchen als auch das obere Gurktal, die Sirnitz, das Glantal und Siedlungen um den Ossiacher See plünderten und anzündeten. Zwar wurden in dieser Zeit viele Kirchen zu Wehrkirchen ausgebaut, und auch der Bamberger Amthof wurde befestigt und bot der Bevölkerung Schutz, der Markt Feldkirchen jedoch war unbefestigt und daher den Angriffen wehrlos ausgesetzt.
Dem durch Plünderungen und zeitweiliger Besatzung bedingten wirtschaftlichen Niedergang folgte im 16. Jahrhundert ein wirtschaftlicher Aufstieg der Region um Feldkirchen, der vor allem auf der Verarbeitung des in Hüttenberg gewonnenen Eisenerzes beruhte. Die eisenverarbeitenden Betriebe prägten bis ins 20. Jahrhundert Handel und Gewerbe der Region. Dass der alte Handelsweg über Feldkirchen und Villach nach Venedig jedoch nach dem Sieg der Habsburger über die Türken und der darauf folgenden Verlagerung des wirtschaftlichen Schwergewichts und der Handelswege nach Osten bedeutungslos geworden war, bedeutete für den Markt Feldkirchen einen Rückschlag.
Nachdem der Bamberger Bischof 1675 bereits auf die Landeshoheit über seine Herrschaften in Kärnten verzichtet hatte, wurden 1759 sämtliche Besitzungen des Bistums und damit auch der Markt Feldkirchen an die Habsburger verkauft.

### Bildung der Ortsgemeinde und des Bezirks

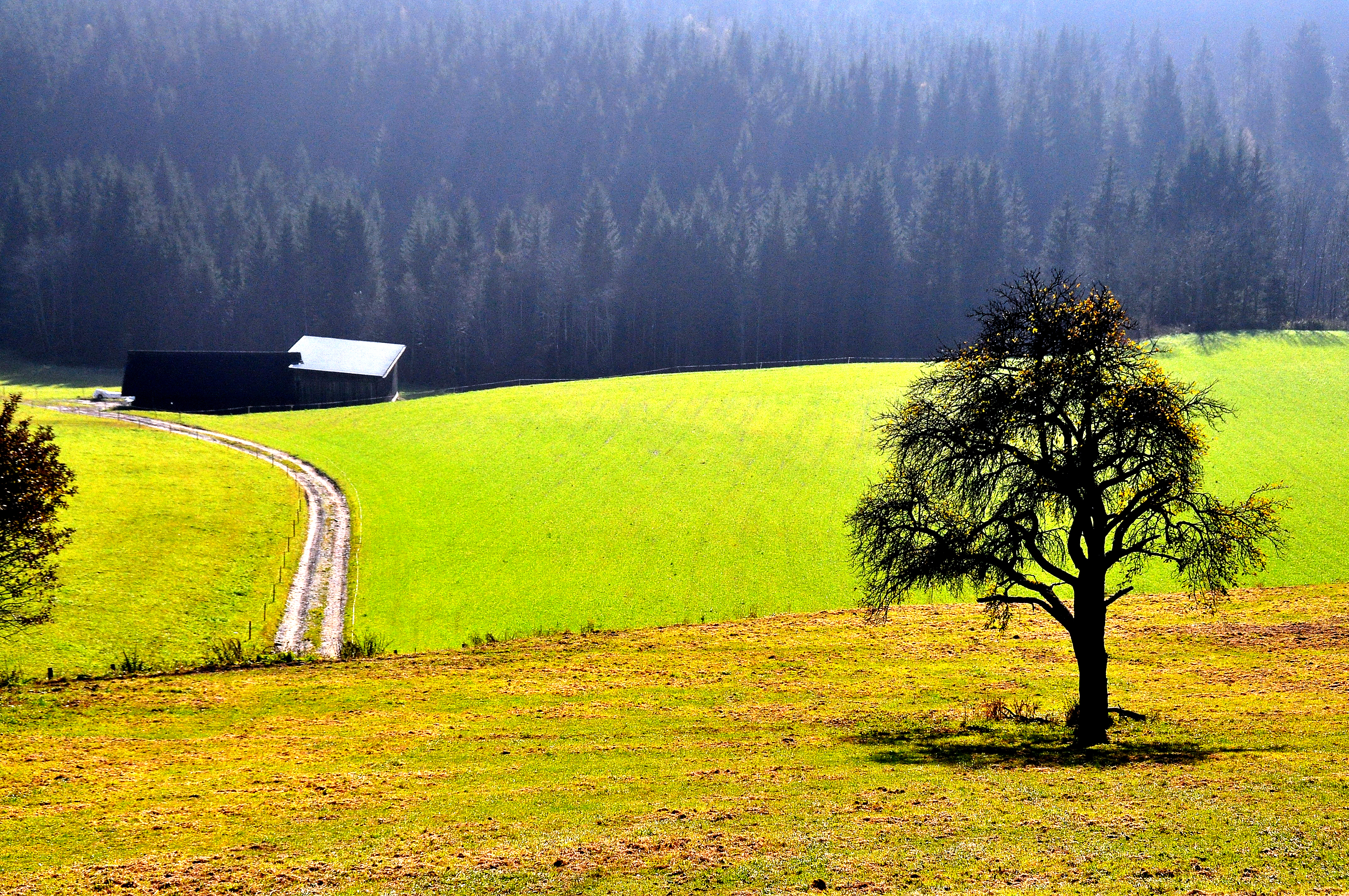
Landschaft um Pernegg

1846 beteiligten sich die niederösterreichischen Industriellen Matthäus und Franz von Rosthorn am Eisenwerk in Buchscheiden nahe Feldkirchen, das mit Torf betrieben wurde. Hier wurden Eisenbahnschienen erzeugt. Das Eisenwerk in Buchscheiden wurde nach Zahlungsunfähigkeit und Ausgleich 1870 verkauft.
Nach dem Revolutionsjahr 1848, das in Feldkirchen selbst für wenig Aufregung sorgte, schuf das Gemeindegesetz vom 17. März 1849 die Voraussetzungen für die Bildung von politischen Ortsgemeinden. Ausgangspunkt hierfür waren die damals schon bestehenden Katastralgemeinden, jedoch ging man in Kärnten sehr uneinheitlich vor. Vor allem in Oberkärnten wurden sehr große Gemeinden geschaffen, so hatte auch die im Jahr 1849 gebildete Gemeinde Feldkirchen bereits rund 60 km² und etwa 4500 Einwohner, wobei die Bewohner des Marktes politisch dominierten. Einige Ortschaften waren daher mit dieser Einteilung unzufrieden und spalteten sich wieder ab: So wurden Steuerberg bereits 1866 und Waiern im Jahr 1894 wieder zu eigenständigen Gemeinden.

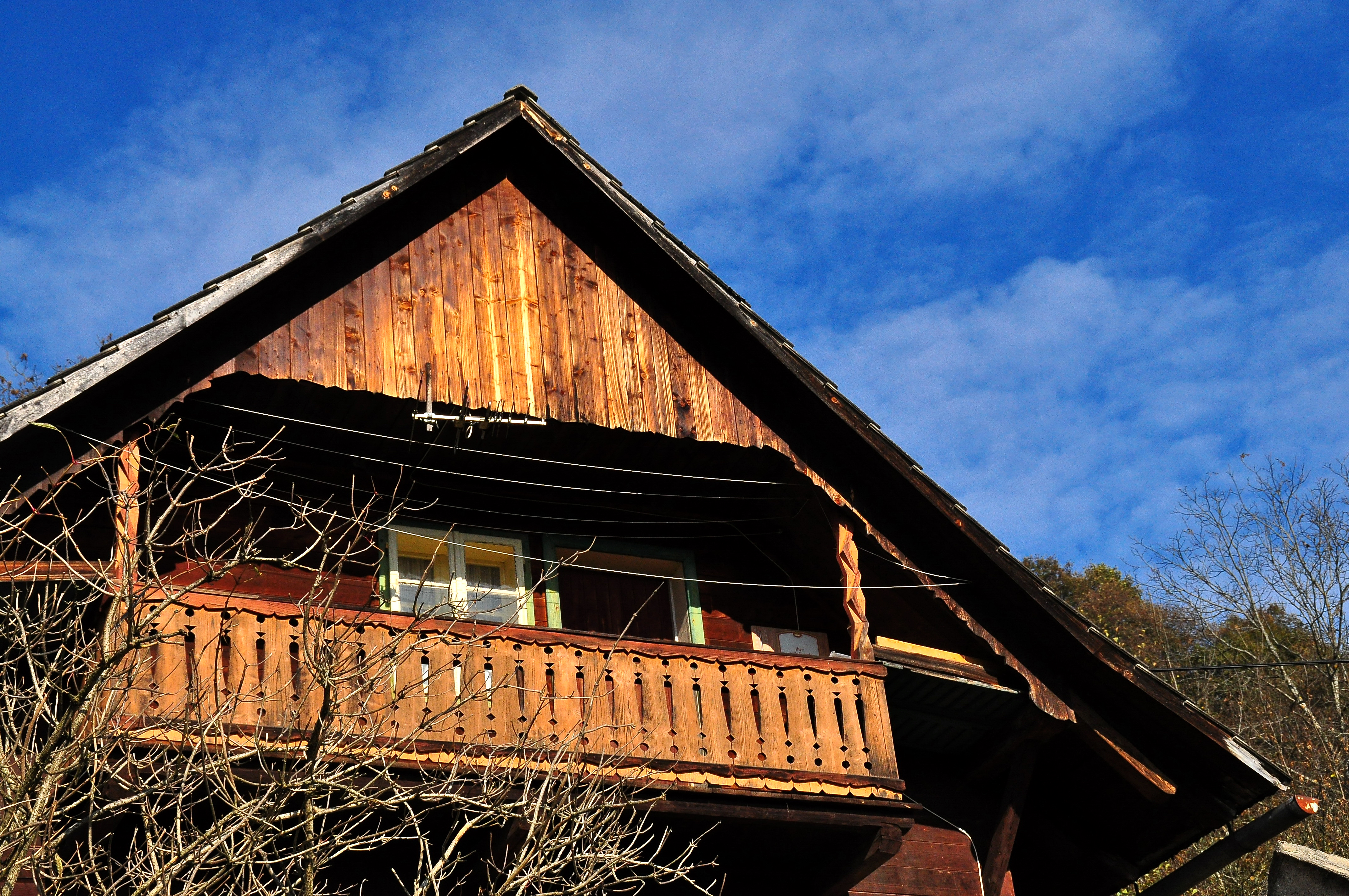
Typisches Mittelkärntner Holzhaus in Pernegg

Mit der Bildung von Gemeinden ging auch die Schaffung von Bezirksgerichten und Bezirkshauptmannschaften einher. Jede Gemeinde in Kärnten wurde einem der 28 neuen Bezirksgerichte und diese wiederum einer Bezirkshauptmannschaft zugeordnet. Feldkirchen erhielt zwar ein Bezirksgericht, dem die Gemeinden des heutigen Bezirks Feldkirchen untergeordnet waren, jedoch keine eigene Bezirkshauptmannschaft, sondern wurde dem Bezirk Klagenfurt-Land untergeordnet. Wiederholt versuchten die Gemeinden des Gerichtsbezirks Feldkirchen in gemeinsamen Petitionen an die Landesregierung die Errichtung einer eigenen Bezirkshauptmannschaft zu erreichen. Dieses Ziel konnte zwar nicht vollständig durchgesetzt werden, aber mit Erlass vom 18. März 1903 genehmigte das Innenministerium die Errichtung einer Politischen Expositur in Feldkirchen, die am 1. Oktober desselben Jahres ihre Arbeit aufnahm. Der politische Kommissär erhielt zwar einen Großteil aller Kompetenzen eines Bezirkshauptmanns, war aber dem Klagenfurter Bezirkshauptmann weisungsgebunden. Erst per Verordnung der Landesregierung zur „Bildung eines politischen Bezirks Feldkirchen“ kam es zum 1. Jänner 1982 zur Bildung des Bezirks Feldkirchen. Das Amtsgebäude in der Milesistraße war bereits 1963 von der kommissarischen Verwaltung bezogen worden.

### Der Erste Weltkrieg und die Folgen
Feldkirchen lag zwar weit von den Schlachtfeldern des Ersten Weltkrieges entfernt, während der Zeit und vor allem nach Ende des Krieges wurden dessen Auswirkungen aber auch hier sichtbar. Nach dem Kriegseintritt Italiens 1915 mussten in Feldkirchen Flüchtlinge aus dem Gailtal und dem Kanaltal untergebracht werden. Nach dem Zusammenbruch der Front 1918 strömten Soldaten und Flüchtlinge in Richtung Norden, Feldkirchen gleicht vorübergehend einem Lager mit Tausenden Menschen, Wagen und Pferden. Unmittelbar nach Kriegsende versuchte der neu gebildete SHS-Staat (das spätere Königreich Jugoslawien), einen Teil Kärntens zu annektieren. Im Zuge dessen rückten Truppen kurzzeitig bis an die südliche Gemeindegrenze bei Radweg und Klein St. Veit vor, zogen aber schon bald wieder bis hinter Klagenfurt zurück. Die Volksabstimmung 1920 in Kärnten brachten die Kriegshandlungen endgültig zu einem Ende. Die wirtschaftlichen Folgen des Krieges wirkten jedoch noch bis weit in die 20er Jahre fort.
Anlässlich des zehnjährigen Jahrestags der Volksabstimmung erhob die Landesregierung im Jahr 1930 Feldkirchen neben vier weiteren Gemeinden zur Stadt. Bald darauf wirkte sich die infolge der Weltwirtschaftskrise angespannte wirtschaftliche und politische Lage auch auf Feldkirchen aus. Die NSDAP, auf ihrem Feldkirchner Parteitag 1929 wegen ihrer braunen Uniformen noch als „Maikäfer“ verspottet, sowie die Kommunisten gewinnen Anfang der 1930er Jahre an Zulauf, Parteiversammlungen werden polizeilich überwacht. 1934 eskalierten die politischen Spannungen in Österreich in gewaltsamen, bürgerkriegsähnlichen Auseinandersetzungen, in Feldkirchen lieferten sich Aufständische mit Gendarmen und Schutzkorpsangehörigen ein Gefecht, bei dem ein Gendarmeriebeamter getötet wurde. Der Aufstand wurde zwar niedergeschlagen, die wirtschaftliche Lage blieb aber weiterhin trostlos.

### Nationalsozialismus, Zweiter Weltkrieg und Nachkriegszeit
Nach dem „Anschluss“ Österreichs an das Deutsche Reich im März 1938 ergab die Volksbefragung am 11. April in Feldkirchen eine 99,73-prozentige Zustimmung zur Eingliederung in das „Großdeutsche Reich“. Der Feldkirchener Hauptplatz wurde in Adolf-Hitler-Platz umbenannt. Die Wirtschaft schien sich, begünstigt durch das Wegfallen der Zollgrenze und der Tausend-Mark-Sperre, allmählich zu erholen. Vom Zweiten Weltkrieg blieb der Bezirk Feldkirchen aufgrund der abgelegenen Lage und nur spärlich vorhandener industrieller Betriebe – in Poitschach gab es allerdings ein gut getarntes Flugmotorenwerk – verschont. 1945 rückte die Front zwar immer näher heran, zu Bombenabwürfen auf Feldkirchen kam es aber nicht.
Nach der Kapitulation wurde Österreich von den Engländern besetzt, allein im Raum Feldkirchen wurden Lager für zeitweise bis zu 40.000 Mann und 7.000 Pferde errichtet. Die Stadt selbst wurde Sitz eines Britischen Militärkommandos. Feldkirchen war vorübergehend nahezu von der Außenwelt abgeschnitten, es gab zunächst keinen Schienenverkehr, fast keine Kraftfahrzeuge und Treibstoffe. Erst nach und nach wurden zunächst die Bezirksbehörden wiedererrichtet, Anfang der 1950er Jahre setzte eine rege Bautätigkeit ein, und 1959 wurde durch den Bau der Ossiacher Bundesstraße von St. Veit über Feldkirchen nach Villach der Grundstein für die darauf folgende Belebung des Fremdenverkehrs in der Region um Feldkirchen gelegt.

### Zweite Hälfte des 20. Jahrhunderts und Gegenwart
Im Zuge von Gemeindereformen wurde das Stadtgebiet durch die Eingemeindung der bis dahin selbständigen Gemeinden Waiern (1964), Sittich, Klein St. Veit und Glanhofen (alle 1973) nochmals erheblich vergrößert und erreichte mit rund 77,5 km² seinen heutigen Umfang. Anlässlich der Gebietsreform wurde der Name der Marktgemeinde 1973 um den Zusatz „in Kärnten“ erweitert.

## Bevölkerung
Laut Volkszählung 2001 waren von den damals 14.030 Einwohnern Feldkirchens 94,1 % österreichische, 1,2 % bosnische und 1,1 % deutsche Staatsbürger. 77,1 % der Bevölkerung bekannten sich zur römisch-katholischen, 12,0 % zur evangelischen und 0,8 % zur orthodoxen Kirche, 2,0 % waren islamischen Glaubens, 5,1 % konfessionslos.

## Kultur und Sehenswürdigkeiten

### Sakralbauten

#### Stadtpfarrkirche Mariä Himmelfahrt

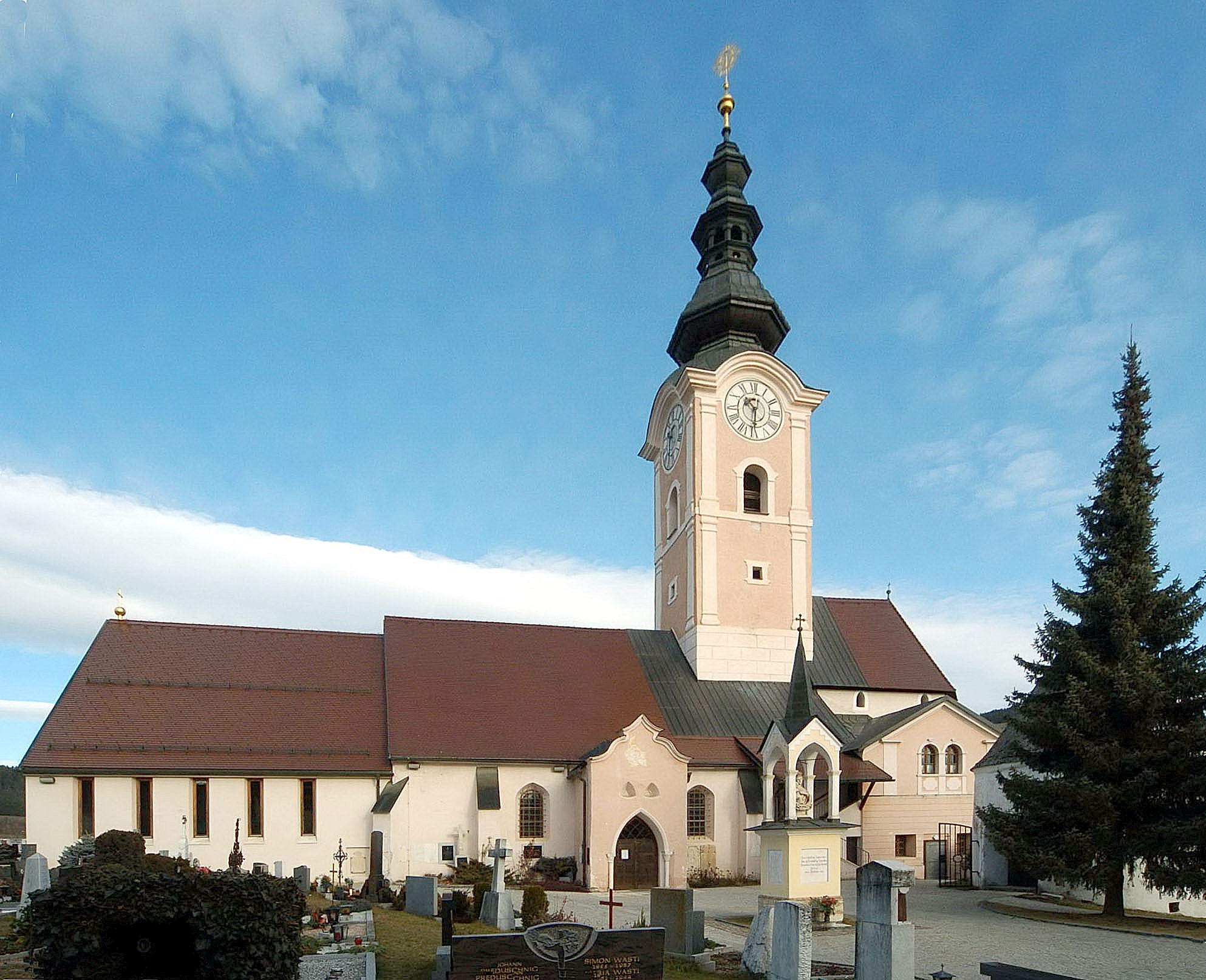
Stadtpfarrkirche Mariä Himmelfahrt

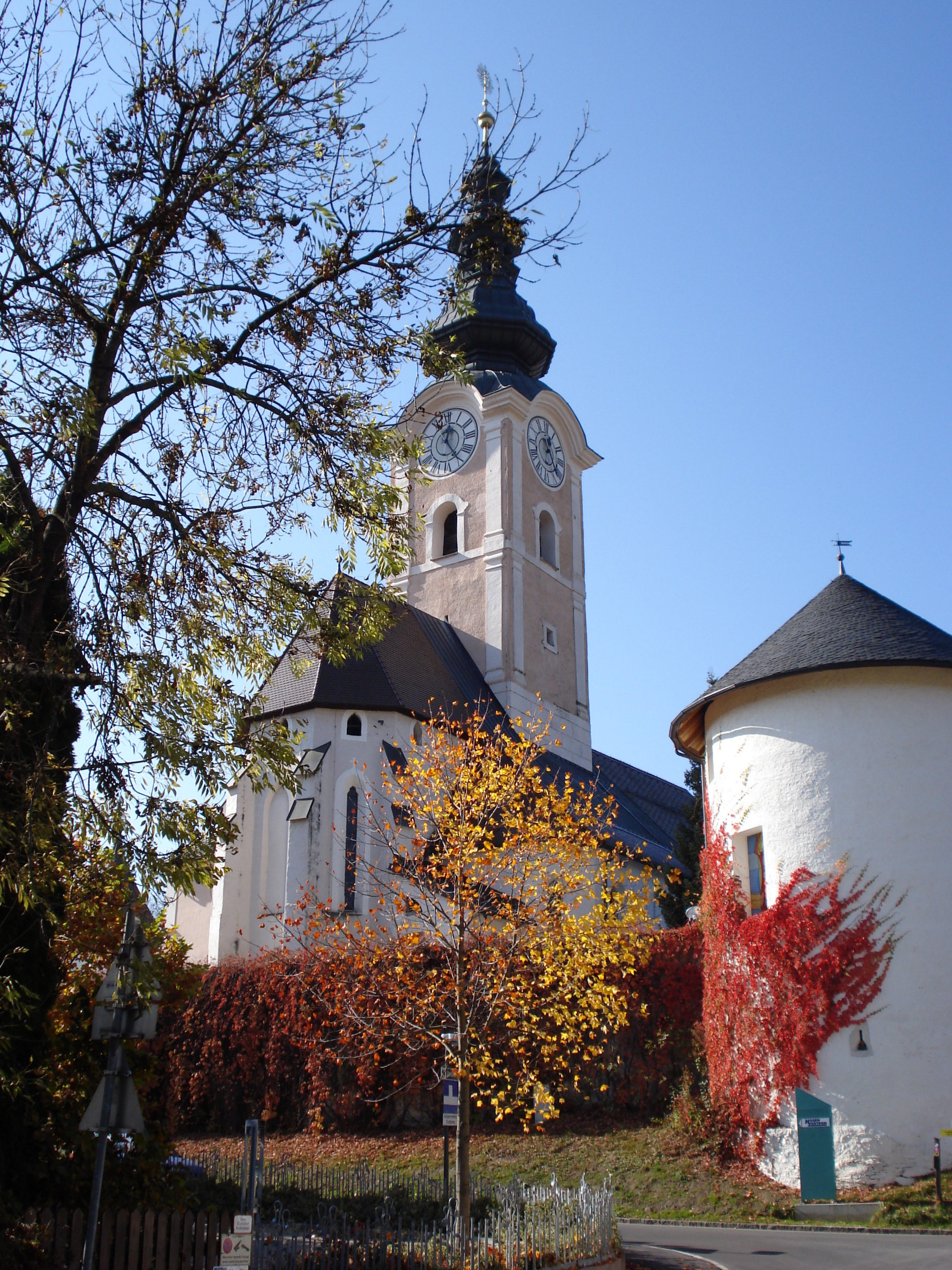
Stadtpfarrkirche Mariä Himmelfahrt (Maria im Dorn), Blick von Osten

Der Vorgängerbau der heutigen Stadtpfarrkirche Mariä Himmelfahrt („Maria im Dorn“) in Feldkirchen war eine Eigenkirche des Adelsgeschlechts der Eppensteiner und wurde 1065/66 erstmals urkundlich erwähnt. Die Basilika wurde nach 1166, als Feldkirchen an das Bistum Bamberg gelangte, gebaut, als Pfarre wurde Feldkirchen erstmals 1285 genannt. Im 15. Jahrhundert wurde sie anlässlich der Türken- und Ungarneinfälle zu einer Wehrkirche ausgebaut. Die Pfarrkirche war eine hochfürstlich bambergische, bei dem der Markt bis 1759 blieb, heute gehört sie zur Diözese Gurk.
Die Kirche ist eine dreischiffige romanische Pfeilerbasilika mit einem Chorquadrat aus vorromanischer Zeit, einem gotischen Chor und barockisierten Turm. Auf ihr hohes Alter weist auch die Ostchor-Turmanlage hin. Kurz vor oder nach 1200 erfolgte der romanische Bau mit flach gedeckten Schiffen und Apsiden. Um 1340 wurde der gotische Chor errichtet, der der Friesacher Chorgruppe angehört. Um 1500 erhielten die Schiffe spätgotische Netz- und Sternrippengewölbe. Romanische und gotische Freskenreste bezeugen die einstige malerische Ausstattung des Kircheninneren. Im Barock erhielt der Turm seine heutige Gestalt und die Kirche ihre Einrichtung. Die westliche Vorhalle stammt aus dem Spätbiedermeier.

#### Weitere Kirchengebäude im Gemeindegebiet
- Die Filialkirche St. Michael im Süden Feldkirchens, 1387 erstmals urkundlich erwähnt, ist eine im gotischen Stil errichtete und Anfang des 19. Jahrhunderts barockisierte Kirche. Sie hat einen eingezogenen Chor und an der Nordseite einen Turm mit rundbogigen Fenstern und einem barocken Zwiebelhelm. Im Winkel zwischen Turm und Chor ist die Sakristei angebaut. Über dem Portal an der Westfassade befindet sich eine im 18. Jahrhundert angebrachte Wandmalerei, die den Kirchenpatron darstellt. In der Außenwand des Chorschlusses ist die römerzeitliche Grabtafel eines Aurelius Sura eingemauert. Das Innere der Kirche ist als 2-jochiges Langhaus mit von Wandpfeilern und Stichkappen gestütztem Tonnengewölbe gestaltet. Der Chorraum ist um eine Stufe erhöht und durch ein herabgezogenes Rippengewölbe bedeckt. Alle drei Altäre der Michaelskirche sind im neubarocken Stil des 19. Jahrhunderts gestaltet.
- Die Filialkirche Hll. Philipp und Jakob am südlichen Ortsrand von Sittich wurde in gotischem Stil erbaut und 1438 erstmals erwähnt. Markantestes Merkmal der Kirche ist der weithin sichtbare Turm mit Zwiebelhelm. Das flachgedeckte Langhaus hat rundbogige Fensteröffnungen, an der Südseite des Kirchenschiffs wurde 1984 ein Christopherusfresko aus dem 15. Jahrhundert entdeckt. Der 2-jochige, netzgratgewölbte Chor hat einen 3/8-Schluss und ist gegenüber dem Langhaus um zwei Stufen erhöht. Die drei Altäre und die Kanzel stammen aus dem letzten Viertel des 17. Jahrhunderts.
- Die dem hl. Leonhard geweihte katholische Filialkirche Stocklitz ist eine kleine gotische Kirche romanischen Ursprungs.
- Die dem Hl. Nikolaus geweihte Pfarrkirche St. Nikolai bei Feldkirchen ist eine kleine, gotische und von einer Wehrmauer umgebene Kirche. Die älteste urkundliche Erwähnung stammt aus dem Jahr 1353. 1954 wurde sie nach Westen verlängert.
- Die Filialkirche St. Martin in St. Martin ist ebenfalls ein gotischer, im Kern romanischer Bau, der als Kirche 1136 erstmals erwähnt wurde. Von 1519 bis 1750 eigenständige Pfarre, gehört die Kirche heute zur Pfarre Klein St. Veit.

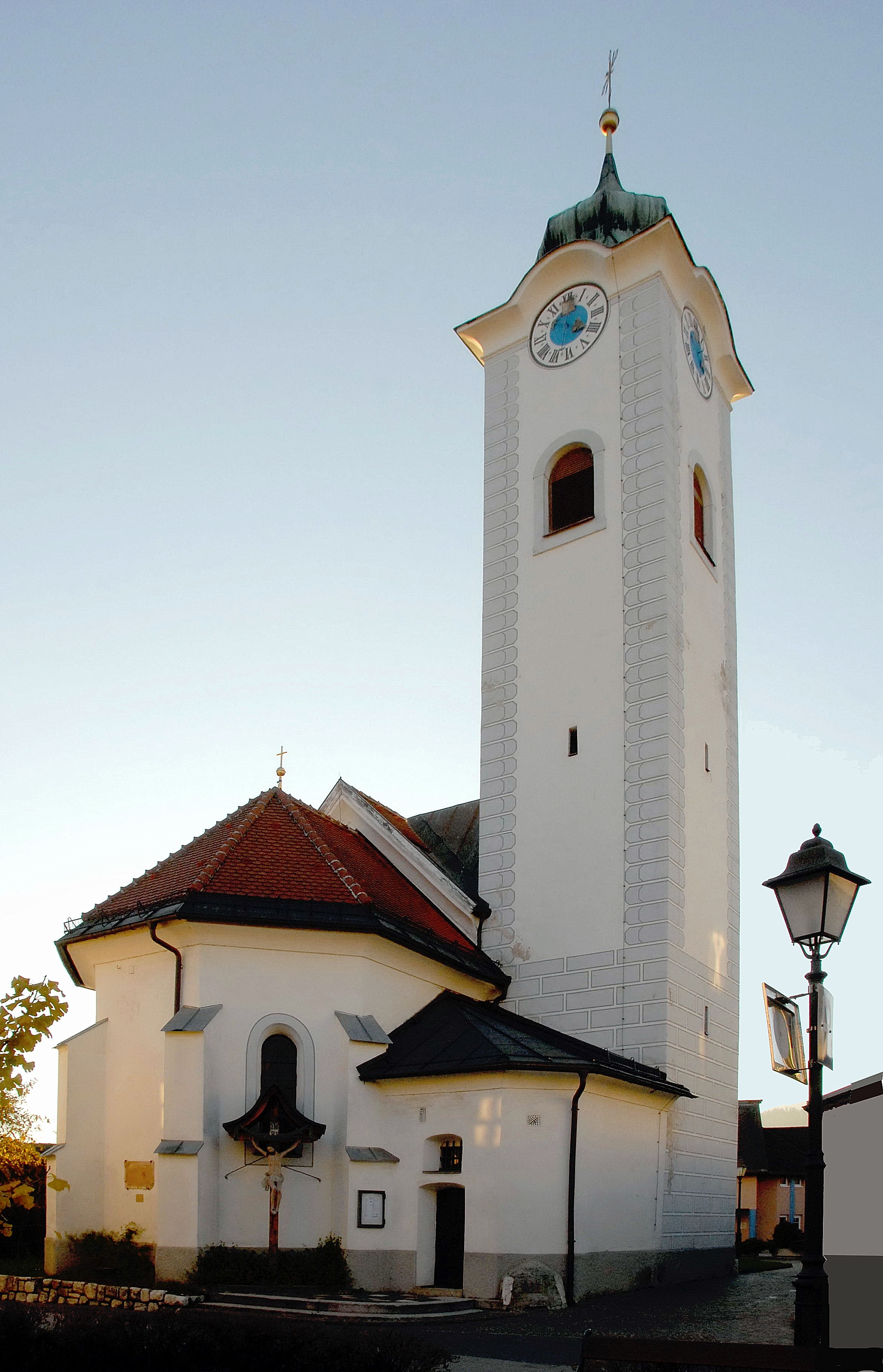
Filialkirche St. Michael
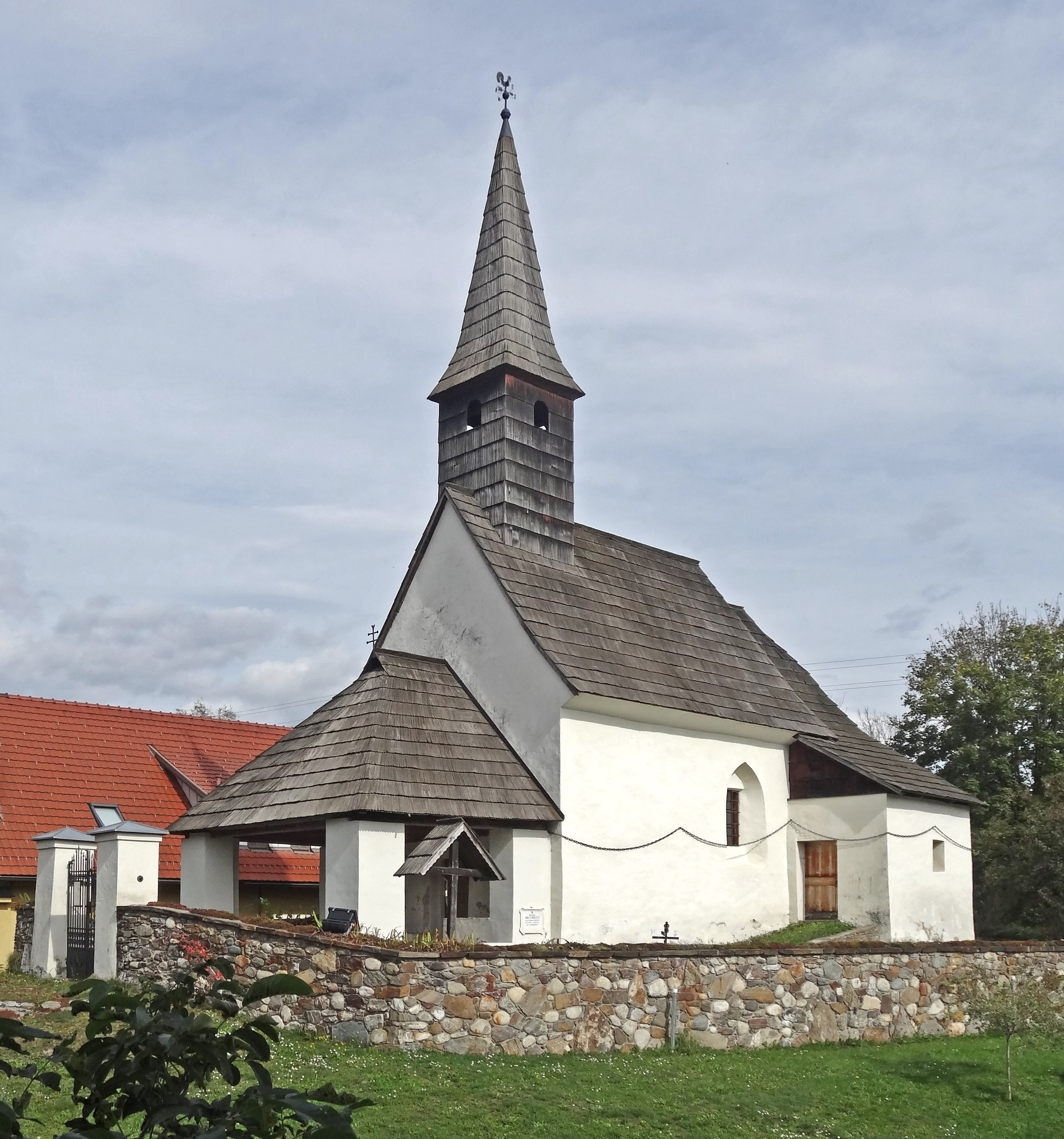
Die katholische Filialkirche in Stocklitz
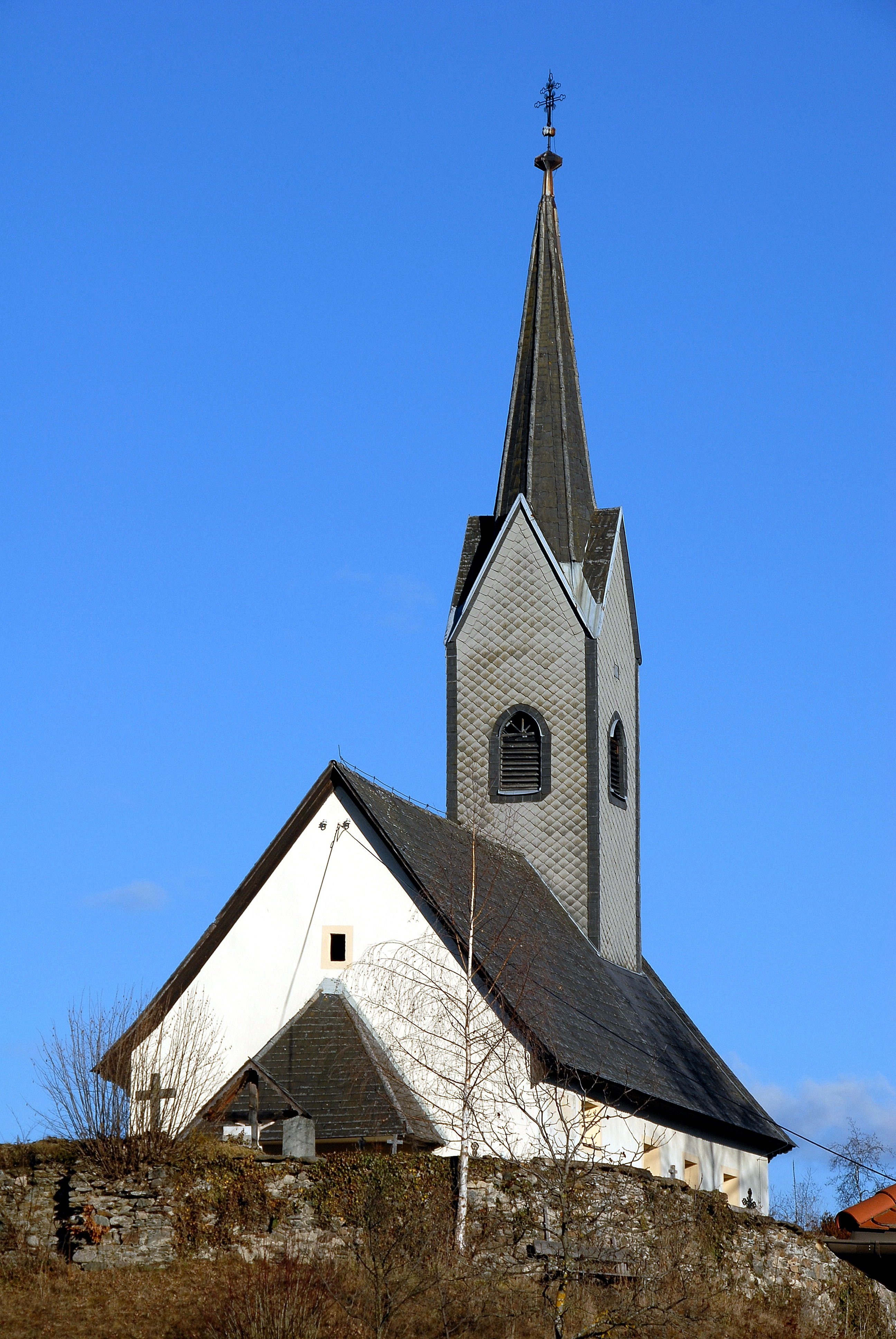
Pfarrkirche St. Nikolai bei Feldkirchen
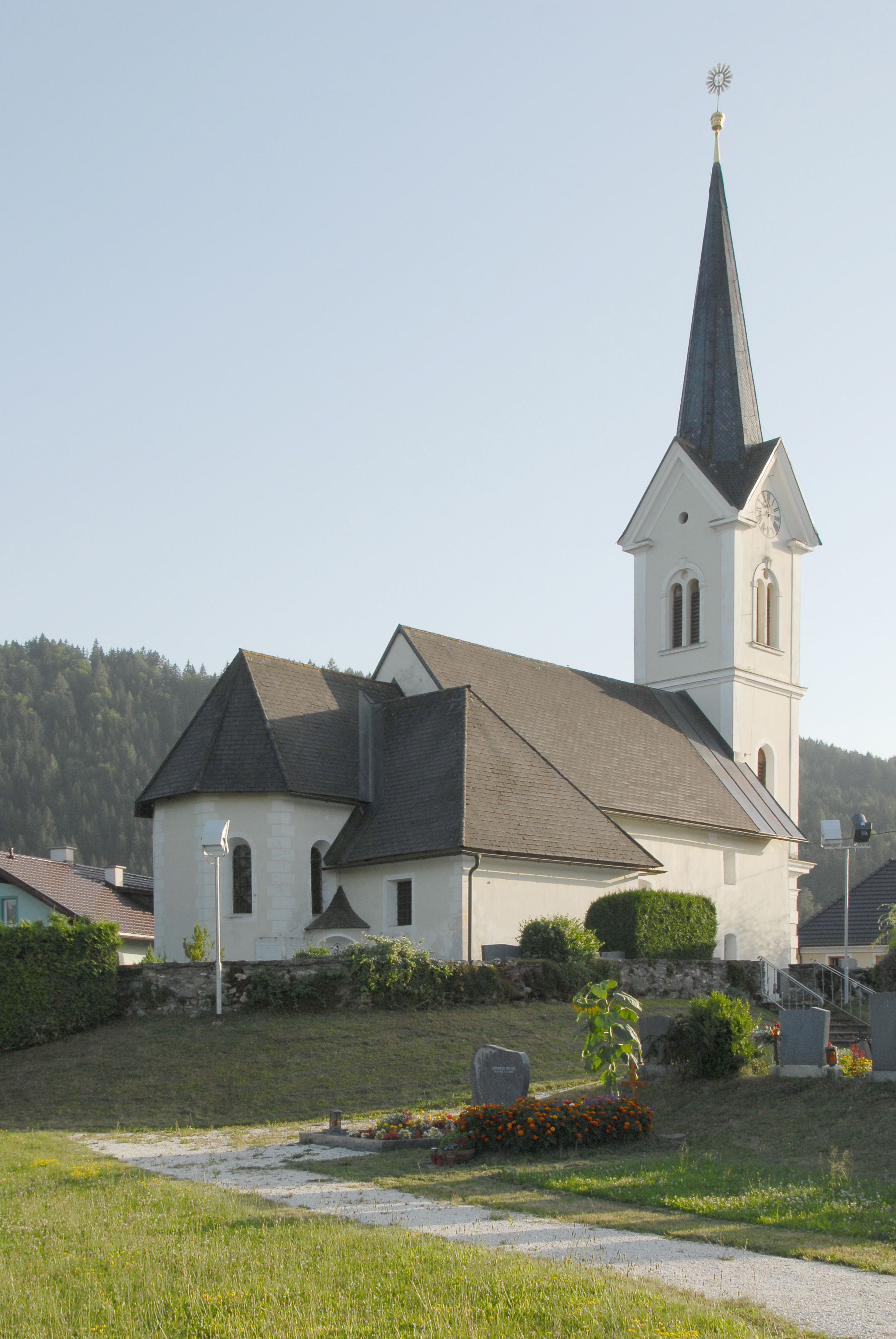
Pfarrkirche Radweg

- Die römisch-katholische Pfarrkirche in St. Ulrich ist eine romanische Chorturmkirche und wurde 1144 erstmals erwähnt.
- Die römisch-katholische Filialkirche Hl. Lambert befindet sich in der Ortschaft Hart und ist ob ihrer Fresken und anderen kunsthistorischen Schätze bemerkenswert.
- In Waiern befindet sich die evangelische Trinitatiskirche, die 1853 eingeweiht wurde.
- In Rottendorf steht die Filialkirche Hll. Wolfgang und Magdalena. Die ehemalige Wehrkirche wurde Ende des 15. Jahrhunderts im Westen des Weilers auf einem Vorsprung des Pollenitzenabhanges errichtet.
- Östlich von Schloss Poitschach steht die Filialkirche Zu den 14 Nothelfern aus dem 18. Jahrhundert
- Pfarrkirche Unsere Liebe Frau in Klein Sankt Veit

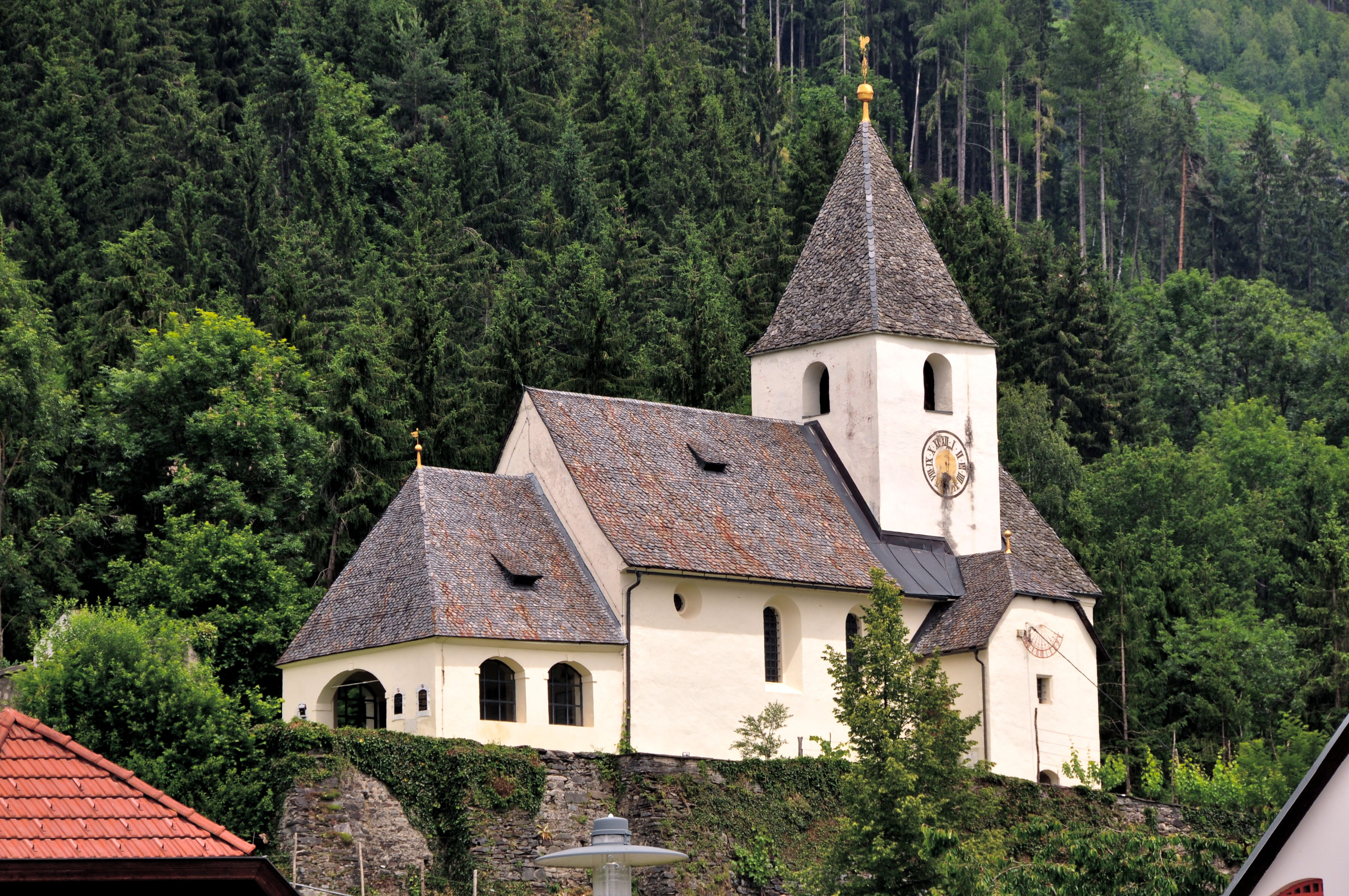
Pfarrkirche Hl. Ulrich
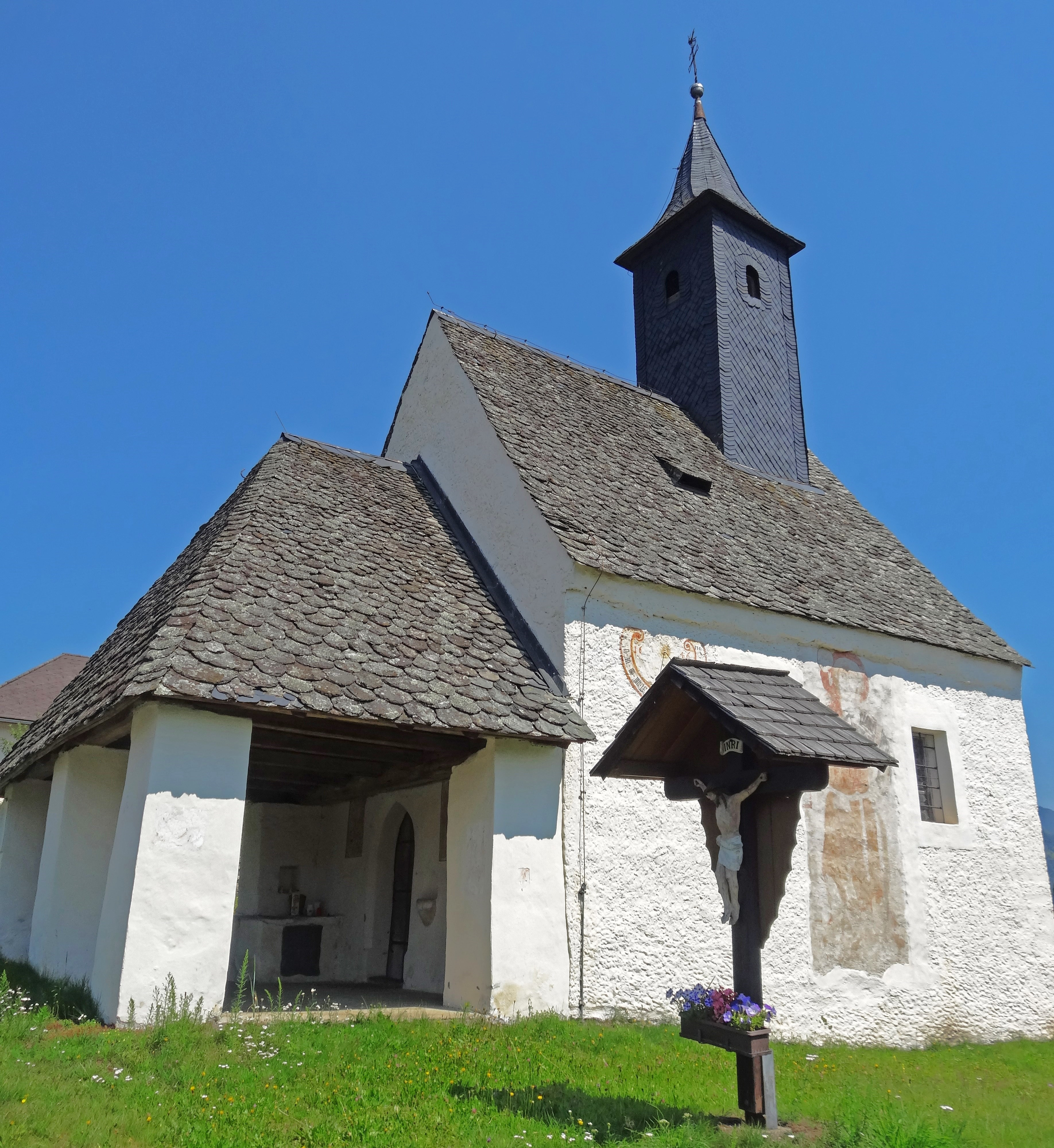
St. Lambert in Hart
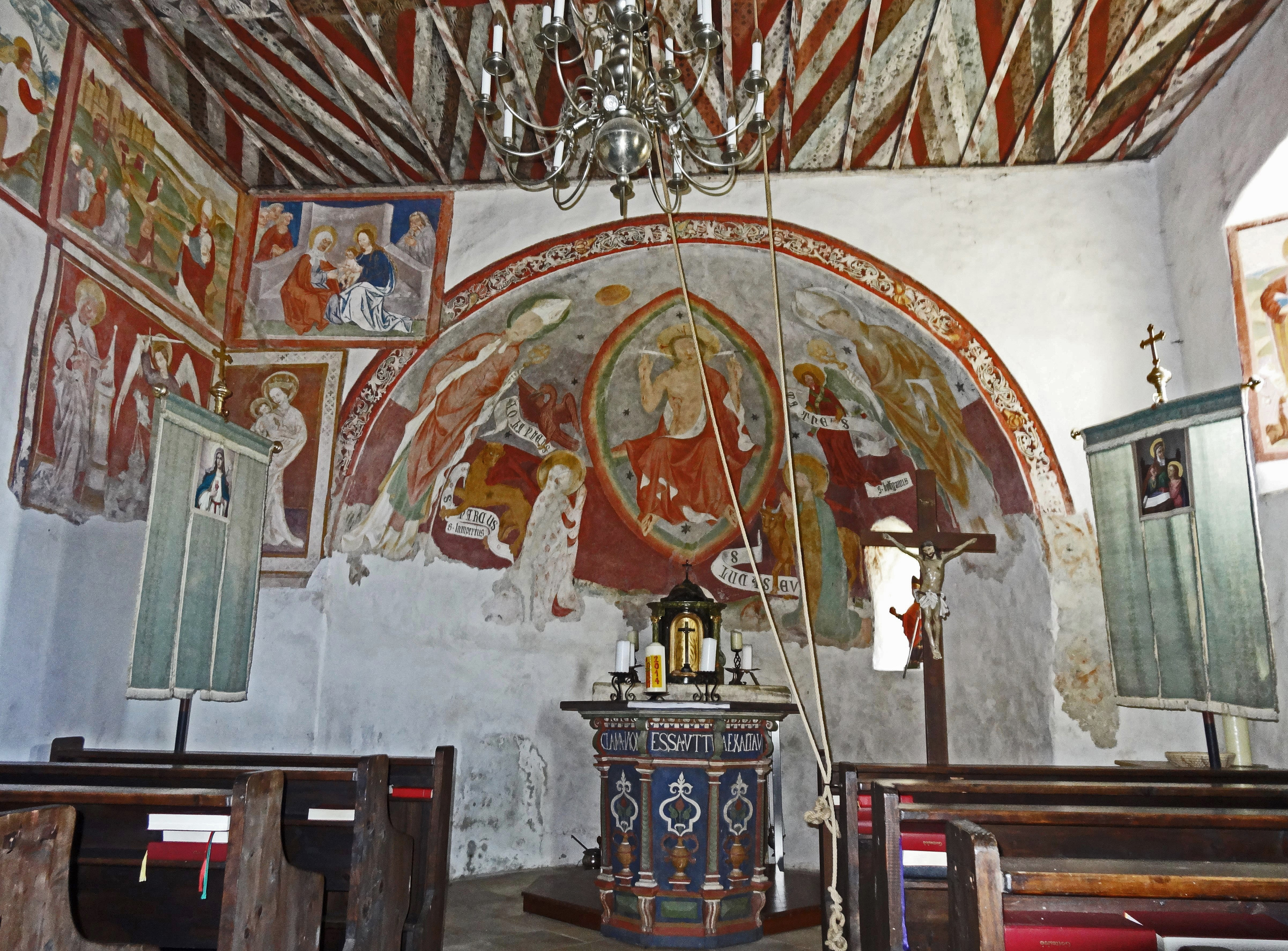
St. Lambert, Innenansicht
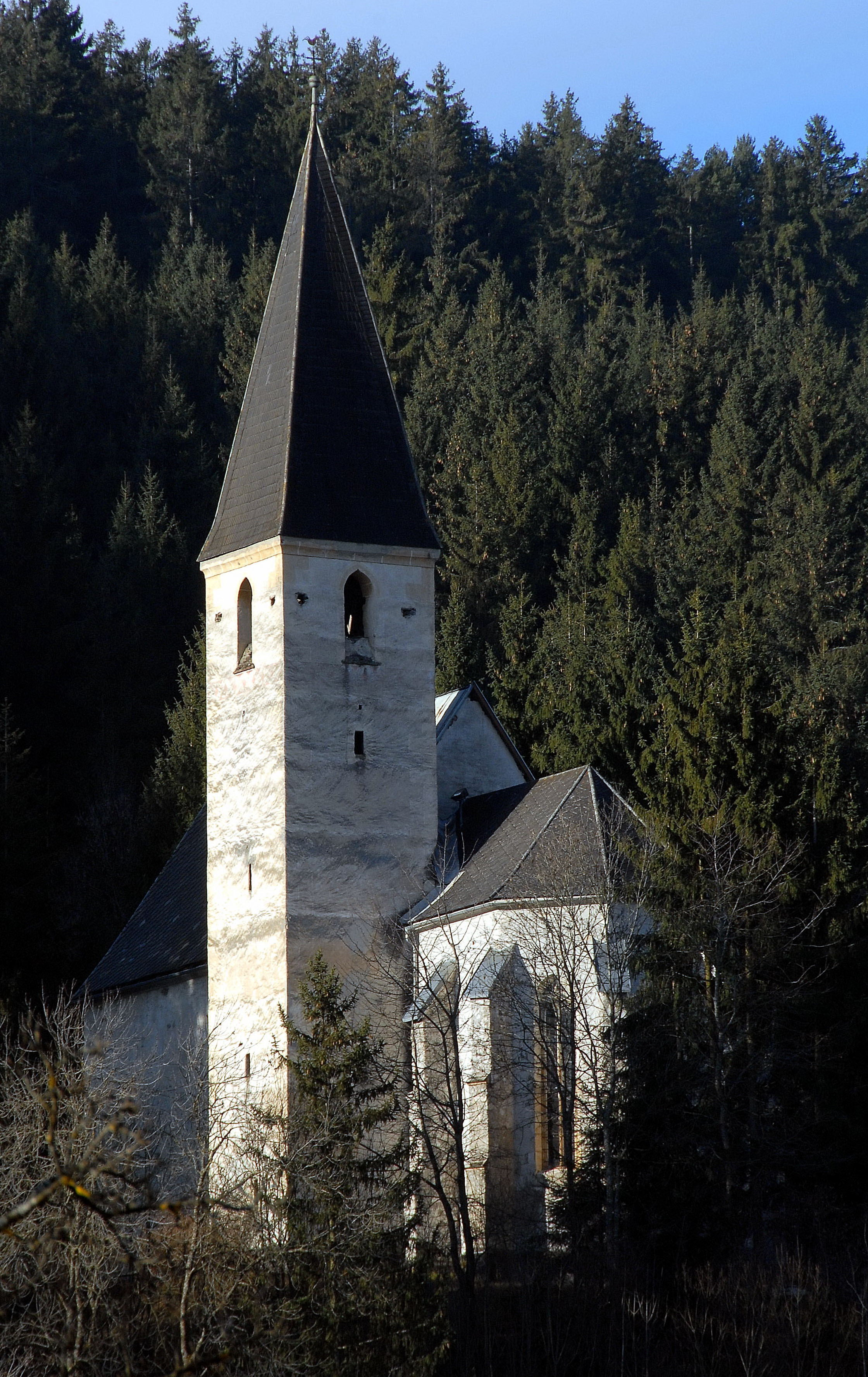
Filialkirche Hl. Wolfgang und Magdalena in Rottendorf
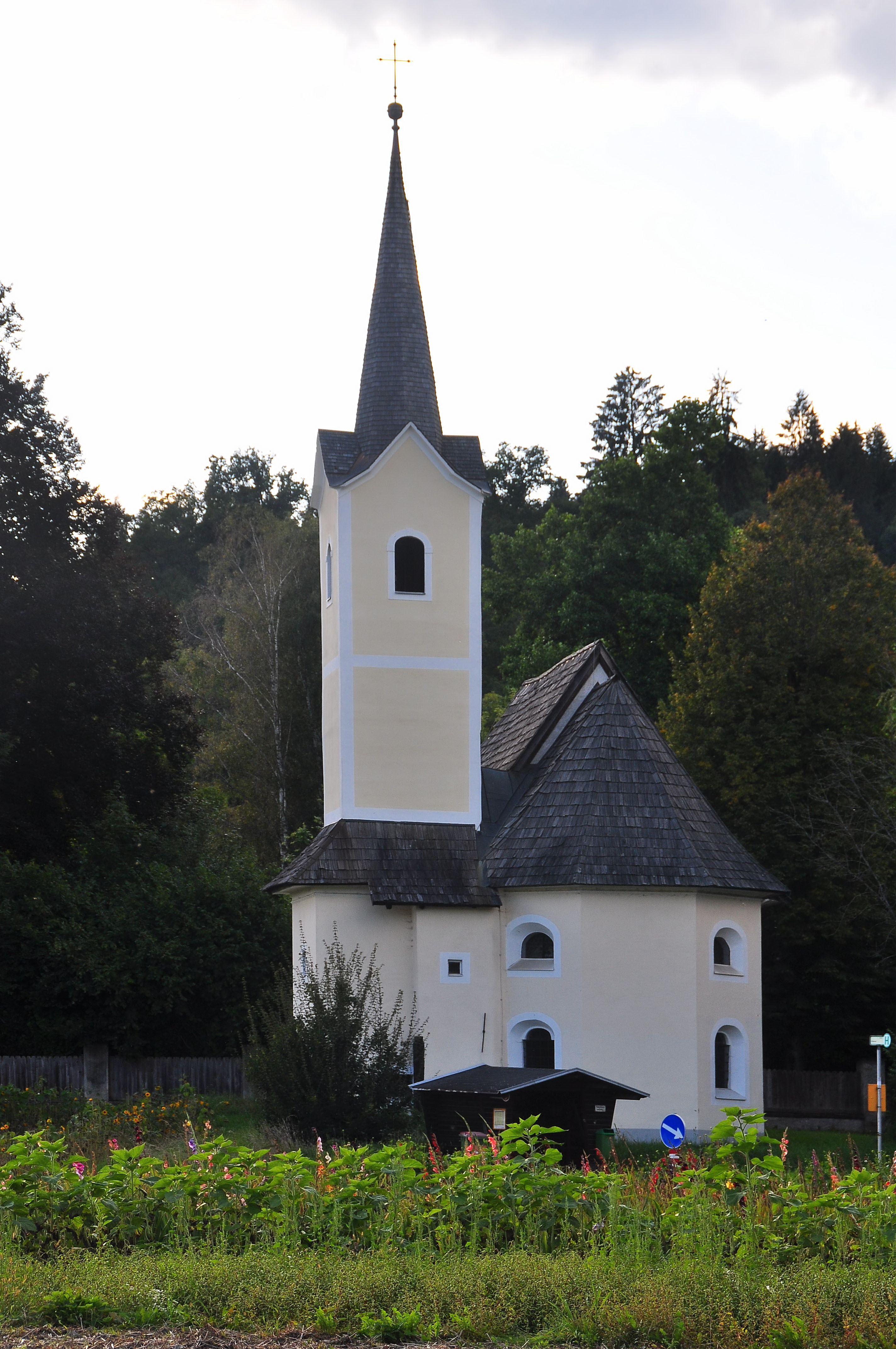
Filialkirche in Poitschach
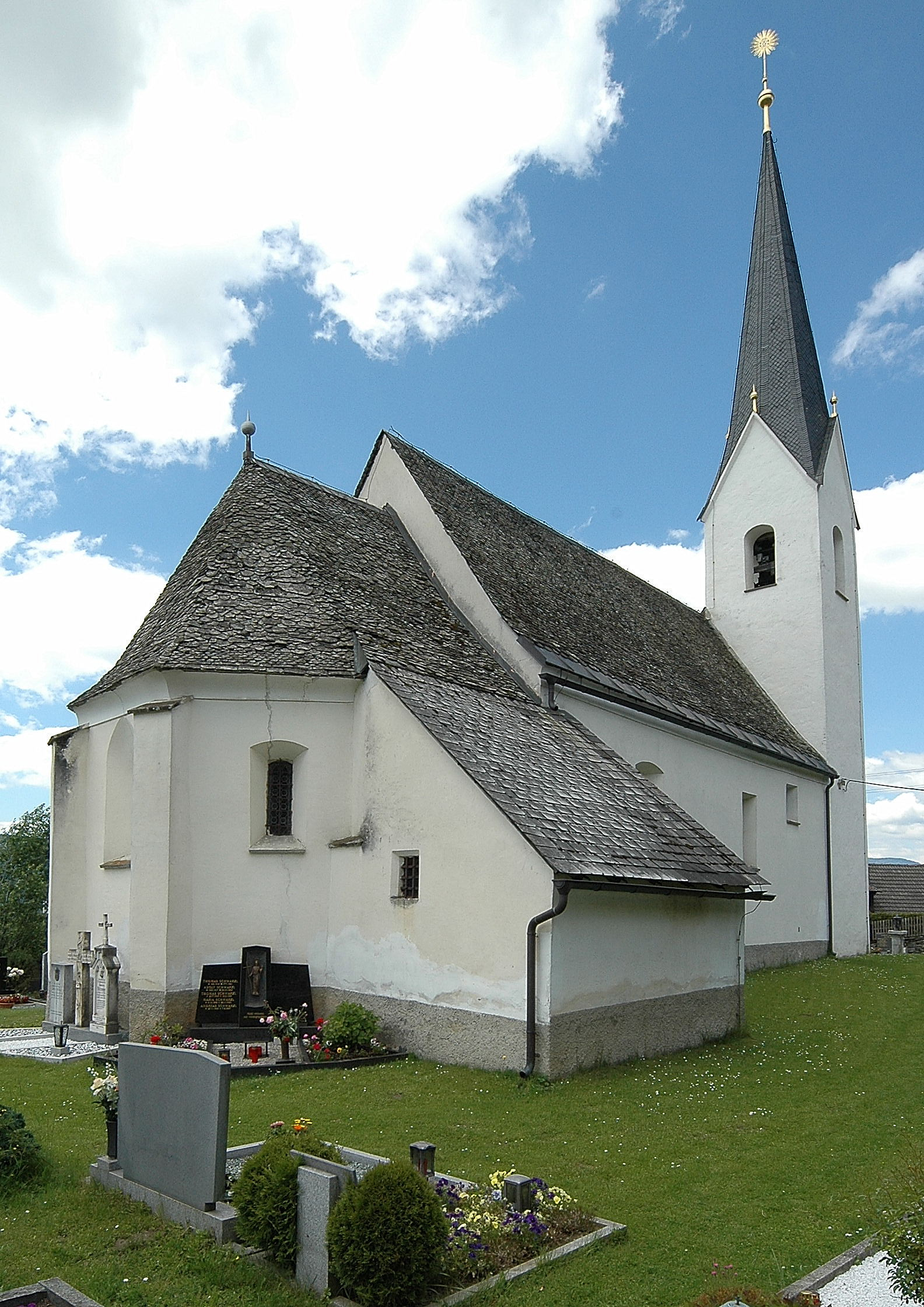
Pfarrkirche Unsere Liebe Frau in Klein Sankt Veit

#### Weitere Anlagen und Bildstöcke
- In Waiern befindet sich westlich der Turracher Straße die  Tschachitscher Kirchenruine.
- Die Kalvarienberg-Anlage im Süden der Stadt, am Fuße der Pollenitzen
- Kreuzweg in St. Ulrich
- Das Luager-Kreuz in der St. Ruprechter Straße, 2003 von Dechant Engelbert Hofer geweiht.
- Das Kölbl-Kreuz in Maltschach. Der Legende nach wurde es ursprünglich zum Gedenken an einen in Stocklitz bei einer Kirchtagsrauferei verletzten und hier tot zusammengebrochenen Knecht errichtet. Inzwischen wurde es mehrmals erneuert.
- Nischenbildstock in Dfbar
- Wegkreuz in Dellach

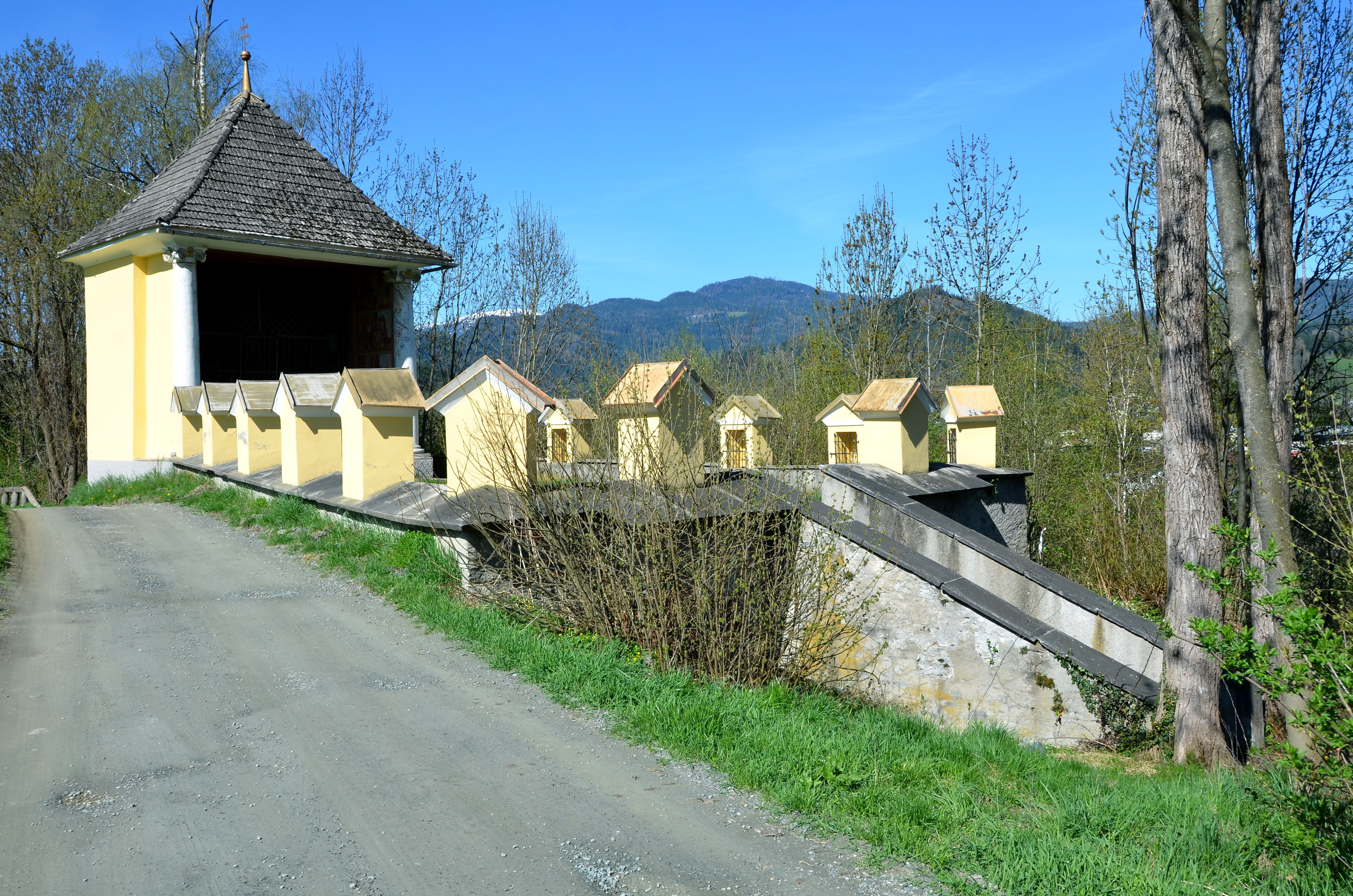
Die Kalvarienberganlage
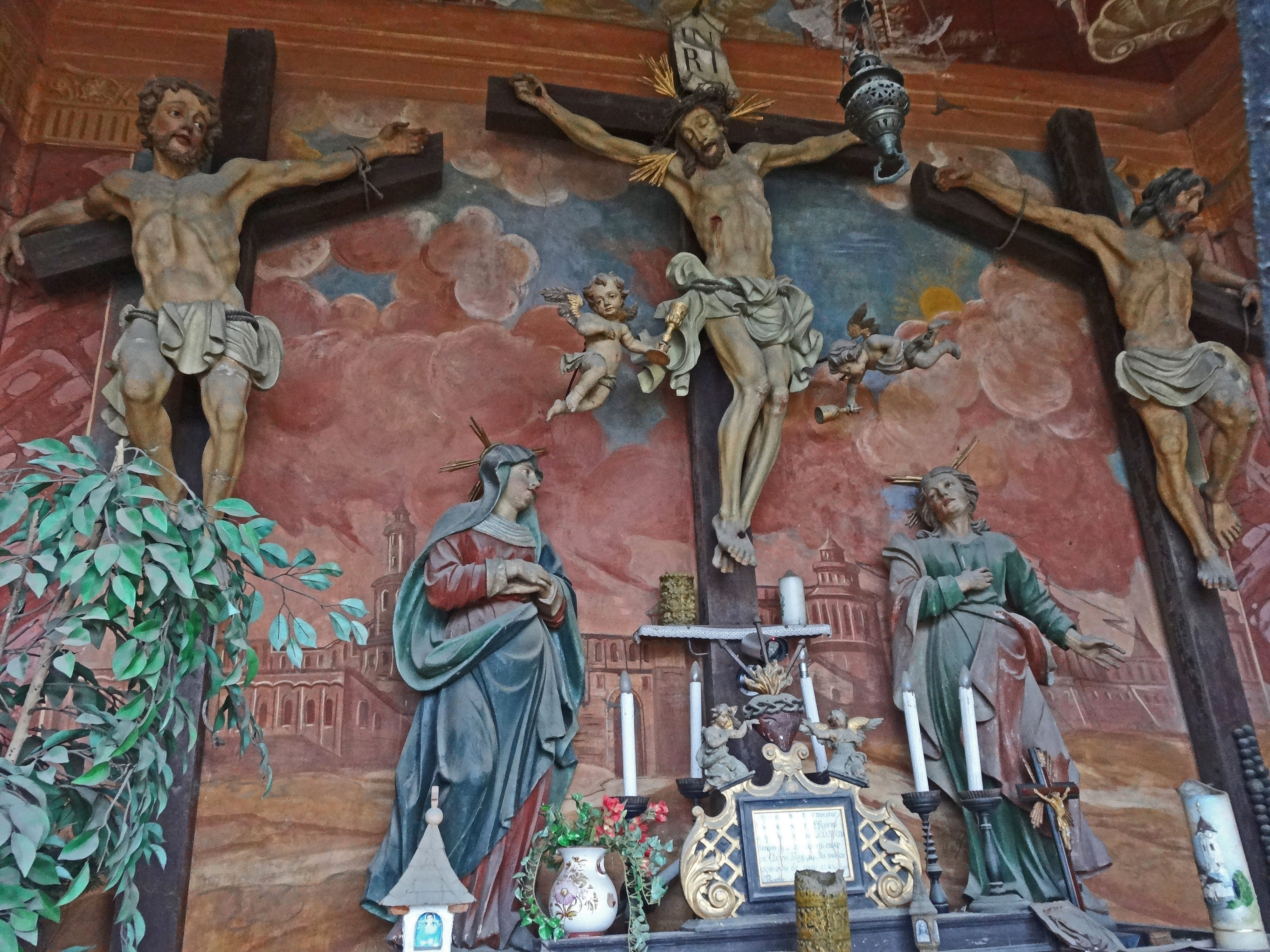
Kreuzigungsgruppe in der Kapelle der Kalvarienberganlage
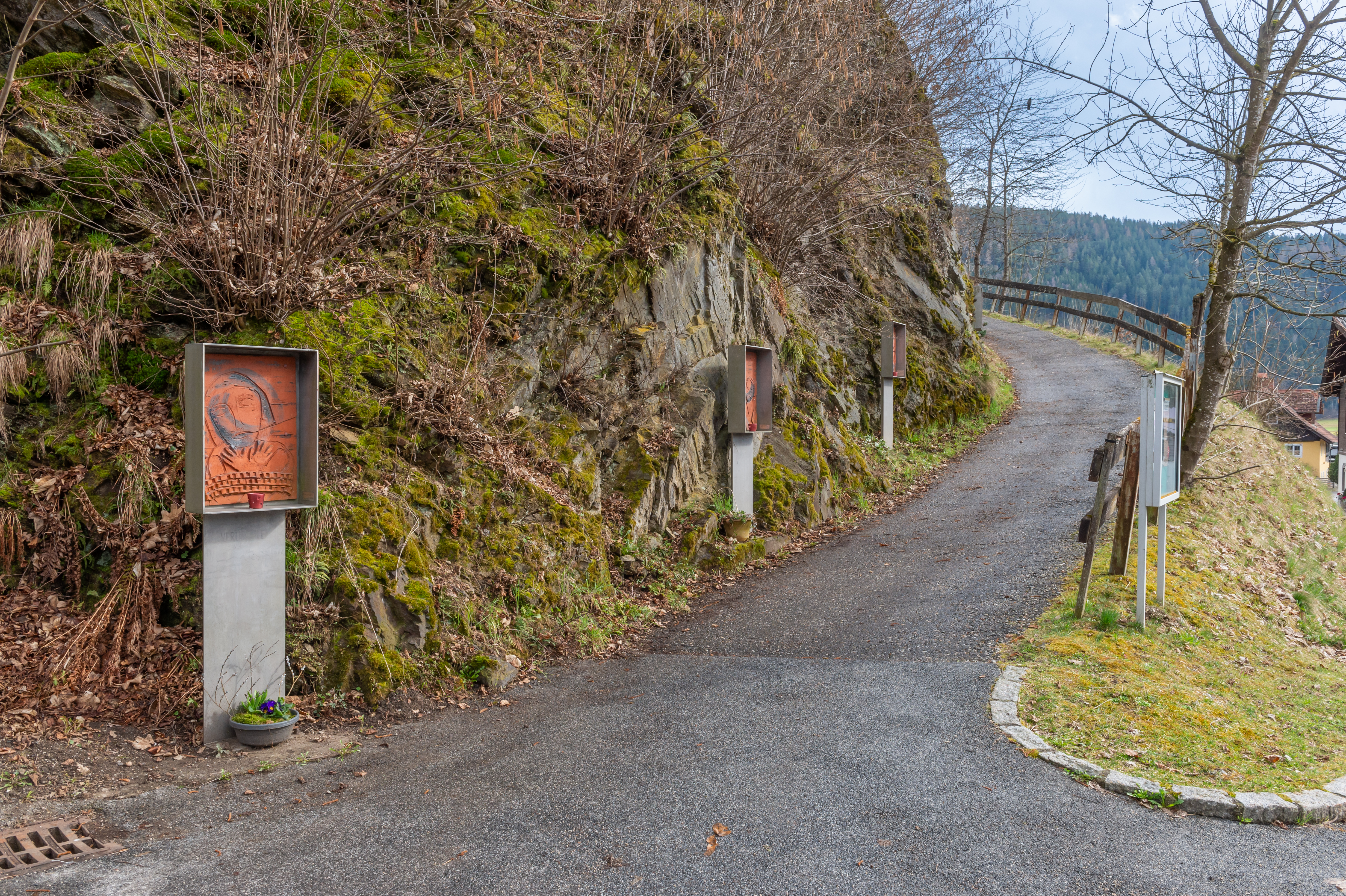
Kreuzweg in Sankt Ulrich
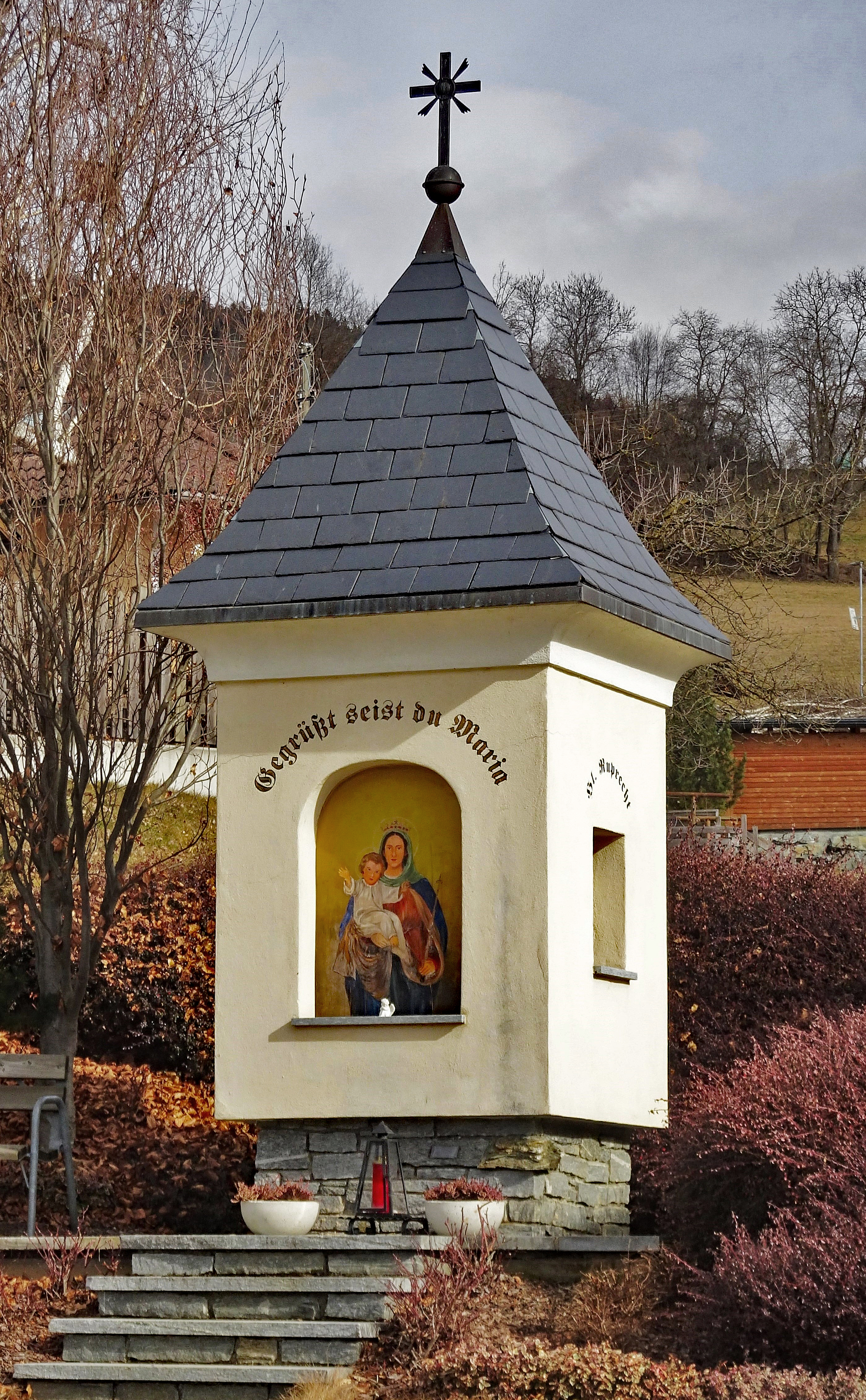
Luager-Kreuz
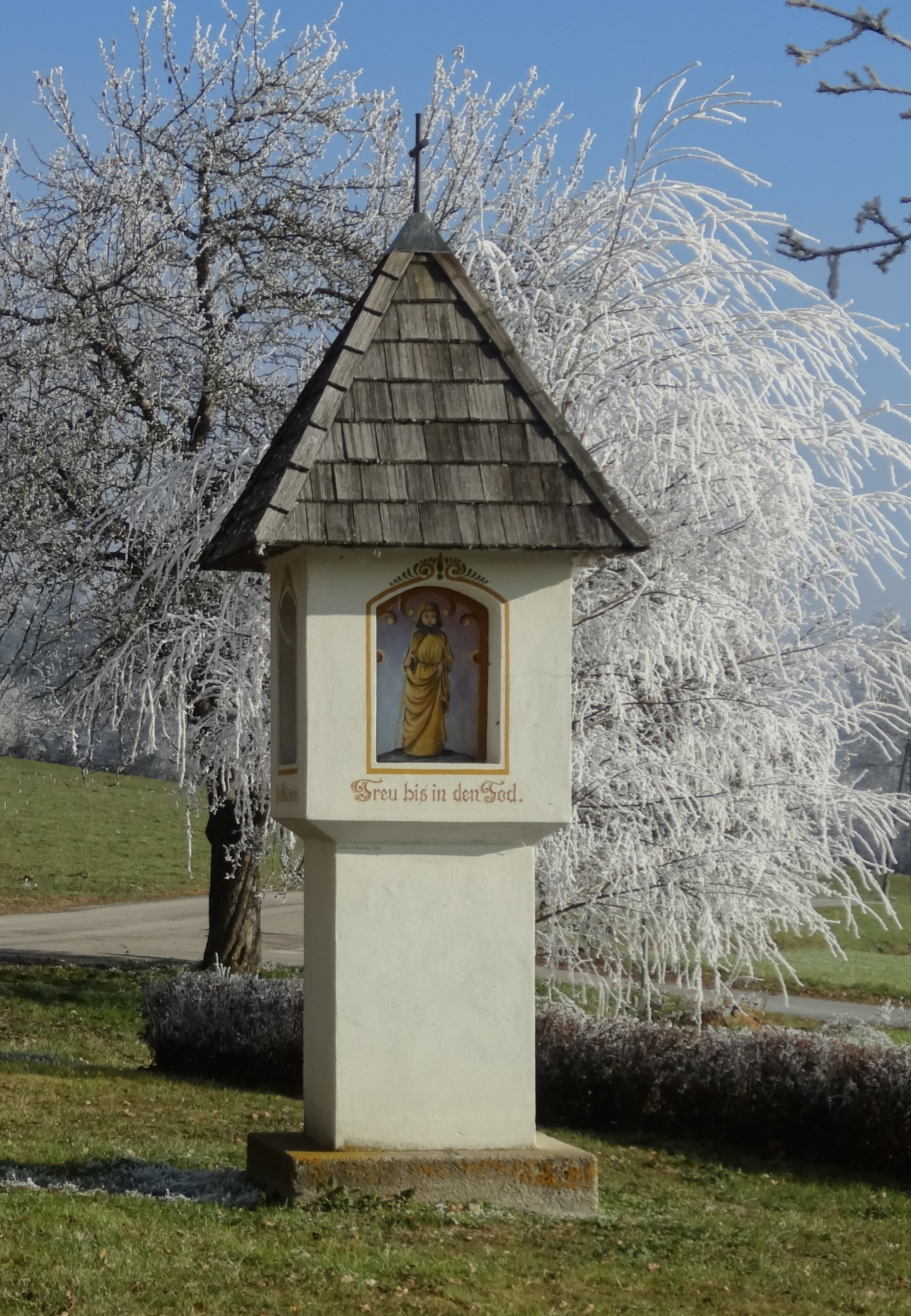
Das Kölbl-Kreuz in Maltschach
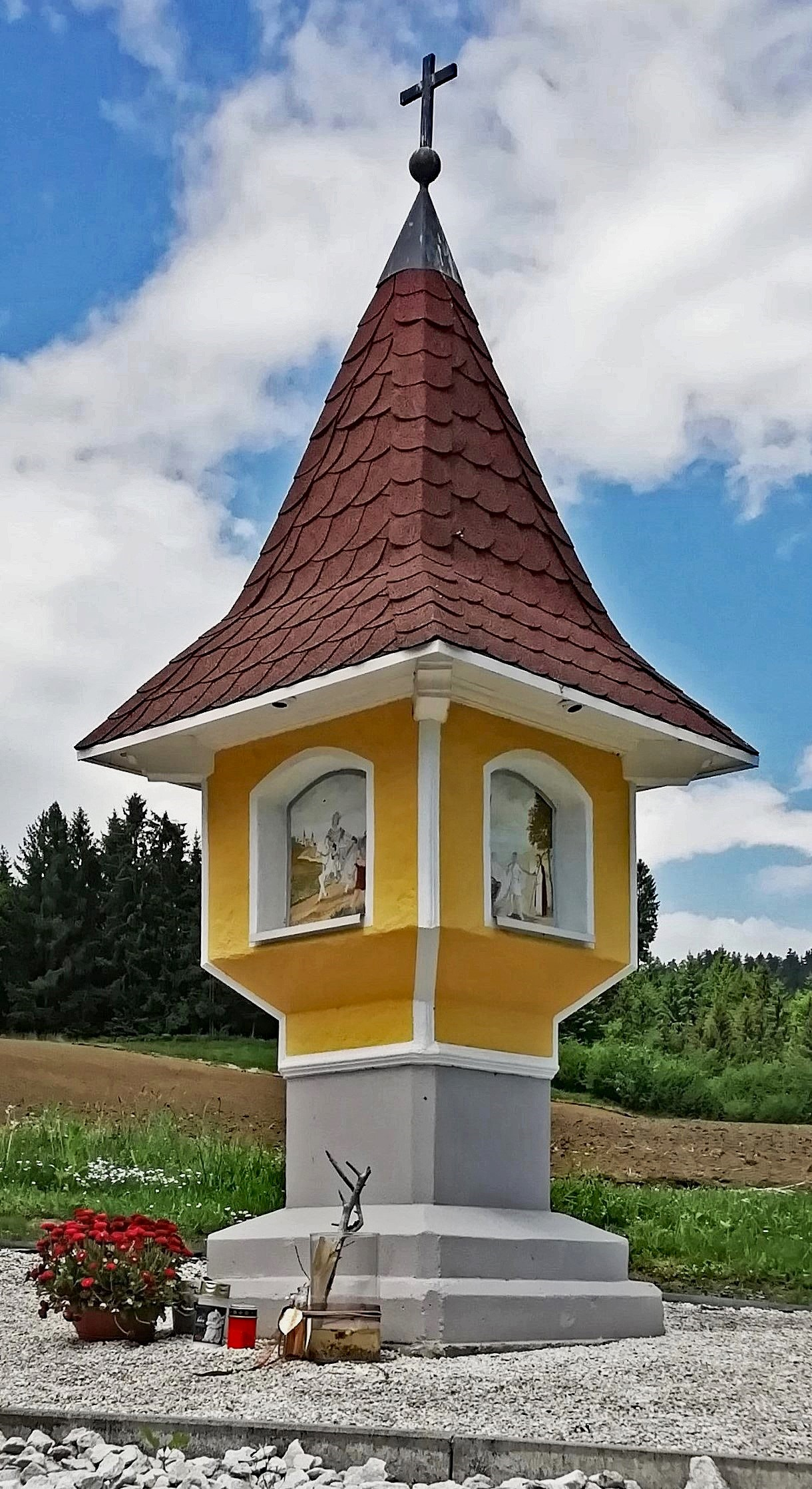
Bildstock in Debar
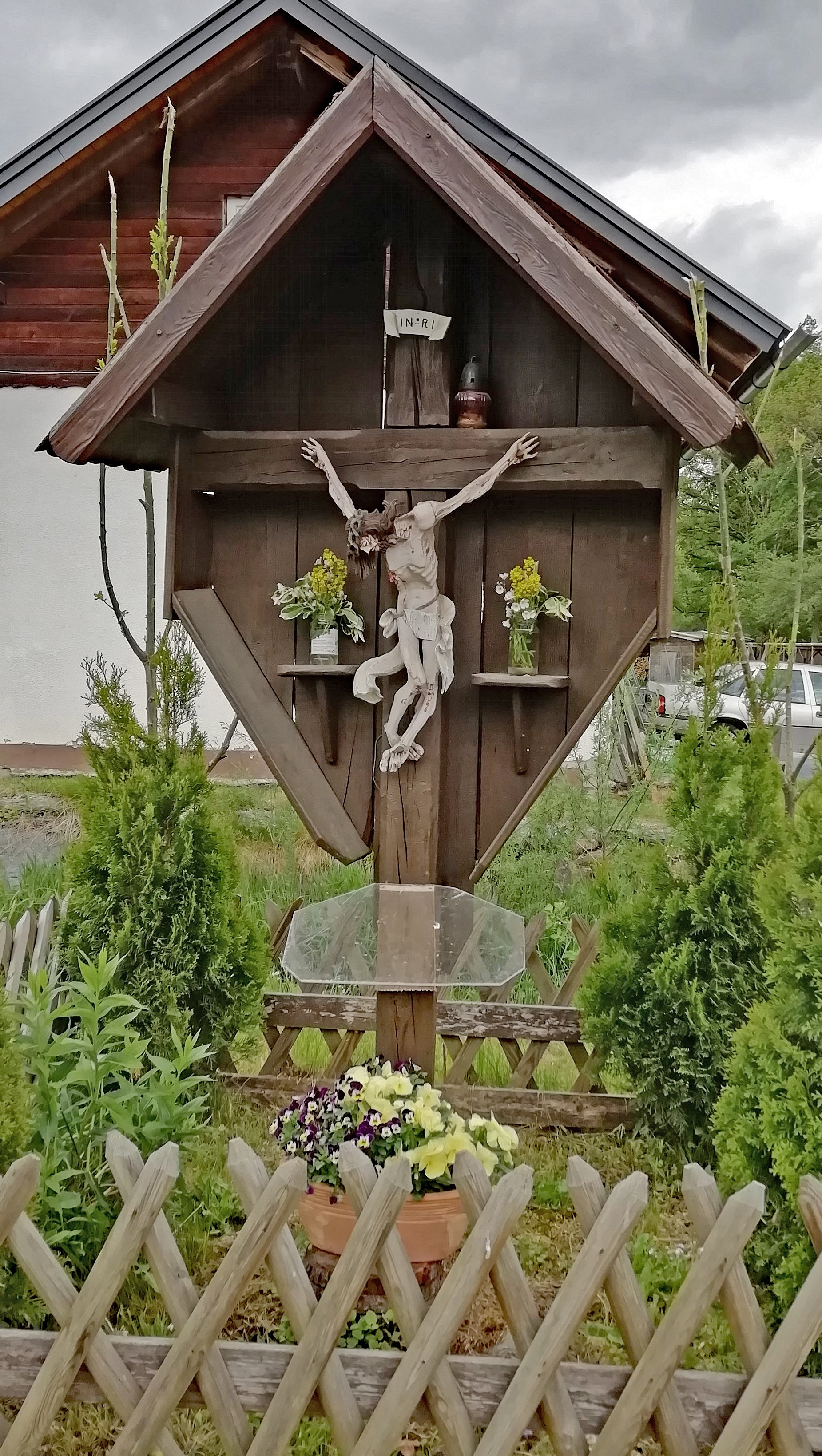
Wegkreuz in Dellach

### Profanbauten
- Das Stadtbild wird durch repräsentative Bürgerhäuser aus dem 19. Jahrhundert geprägt.

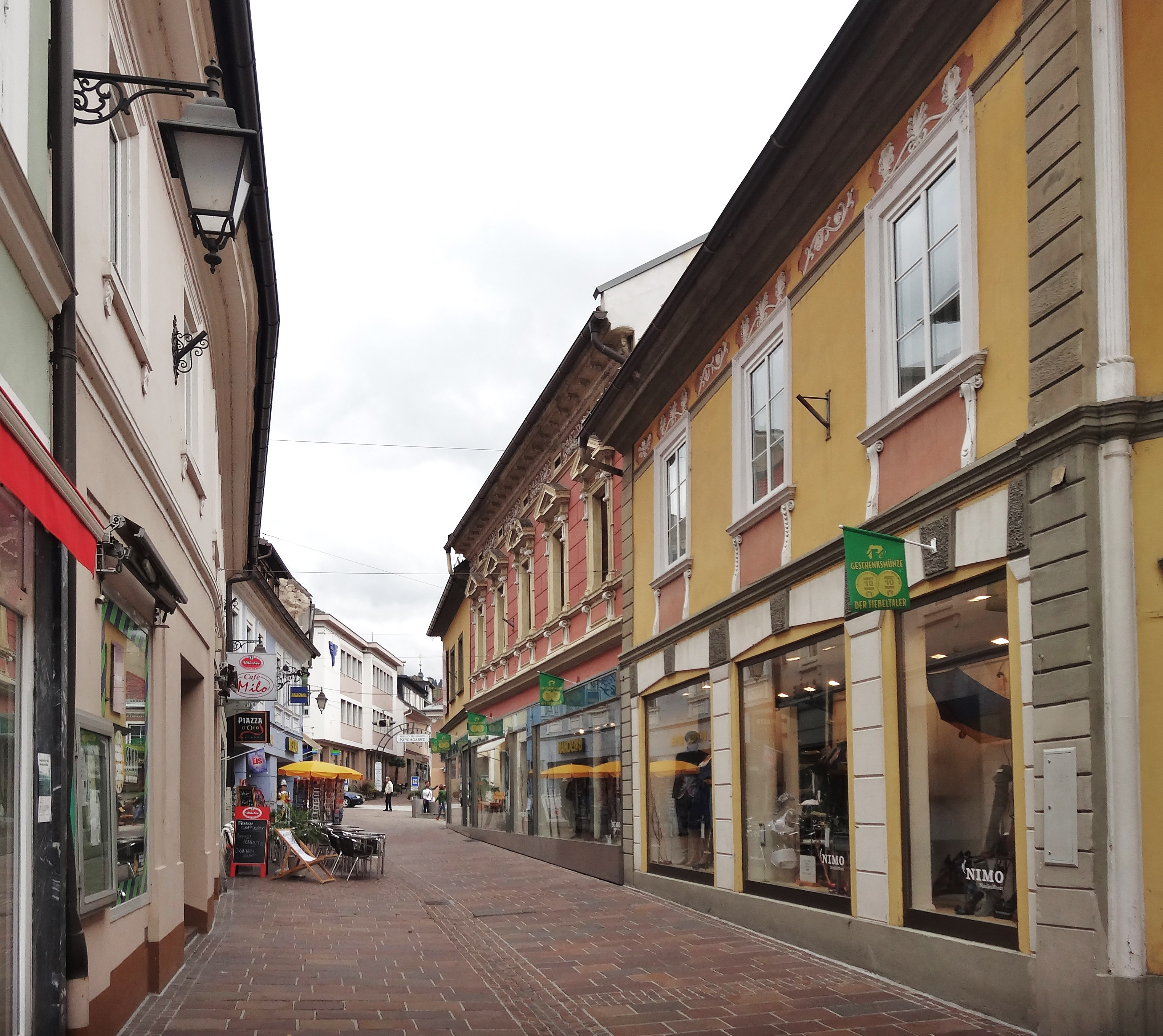
Blick in die Kirchgasse
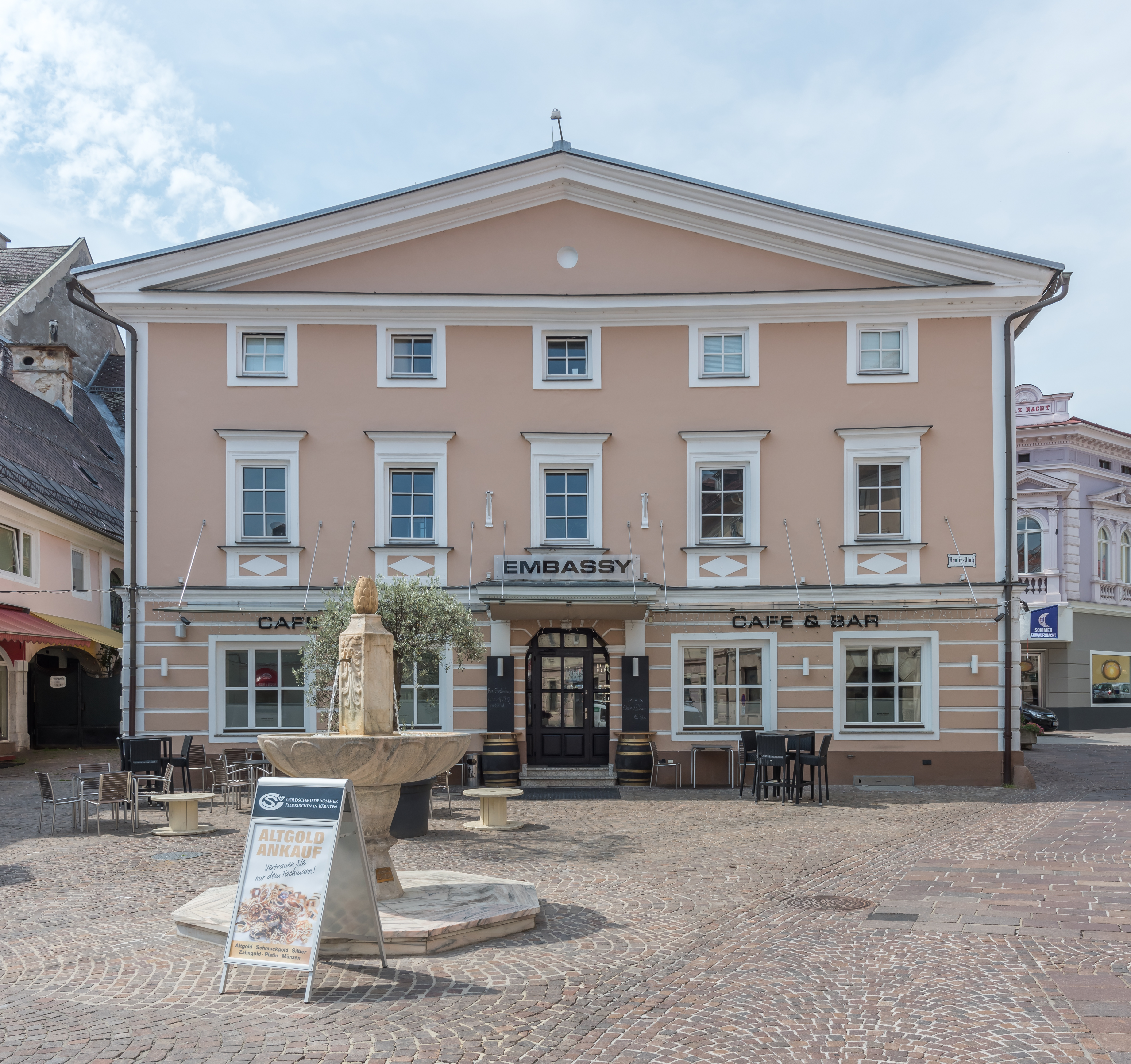
Ehemaliges Lebzelterhaus, Rauterplatz 3
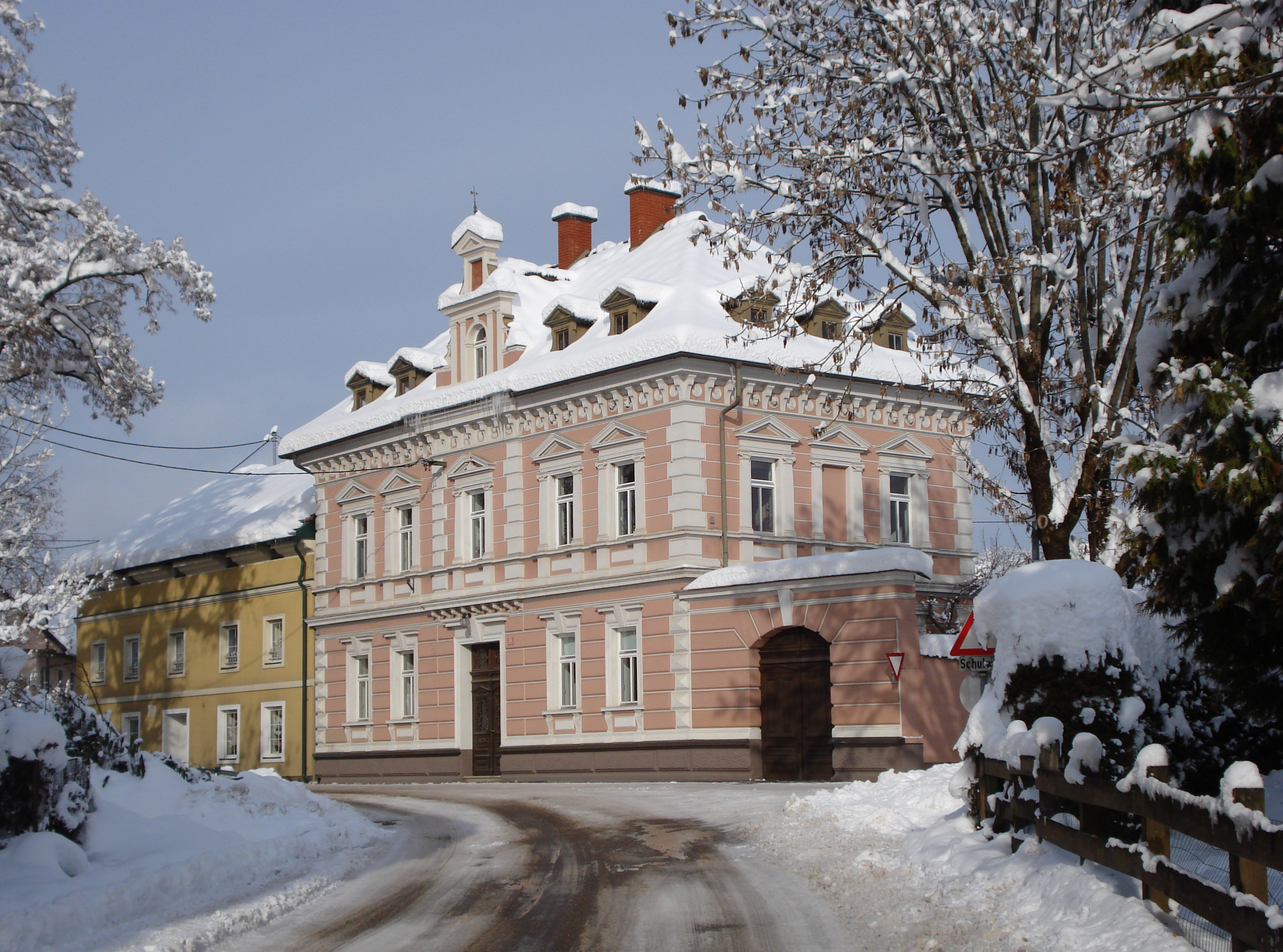
Gross-Haus, Gurktalerstraße 26, erbaut durch Franz Gross im neoklassizistischen Stil (um 1890)
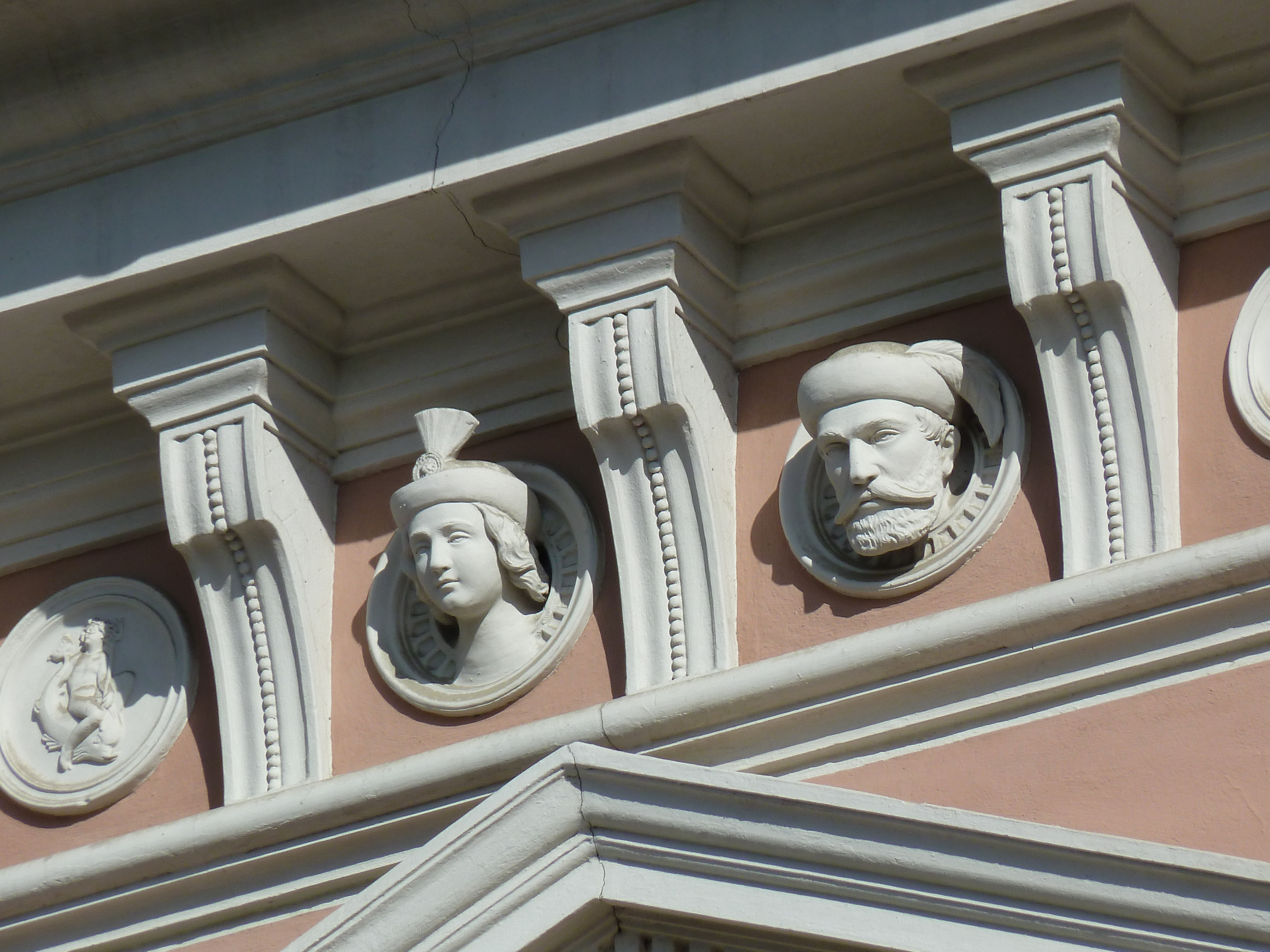
Groß-Haus, Ausschnitt aus der Fassade des Gross-Hauses

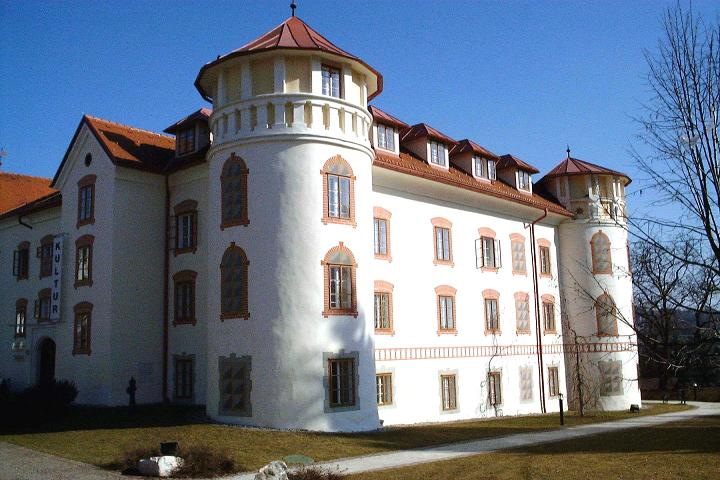
Bamberger Amthof

- Das heutige schlossartige, vierflügelige Gebäude des Bamberger Amthofs geht auf einen im 13. und 14. Jahrhundert errichteten Baukomplex zurück, der den damals für die Verwaltung des in Besitz des Bistums Bamberg befindlichen Feldkirchens zuständigen Ministerialen als Sitz diente. Die älteste urkundliche Erwähnung als „Turm“ von Feldkirchen – das Gebäude bestand zu dieser Zeit aus einem massiven zweigeschoßigen Wohnturm, der heute einen Teil des Nordtrakts bildet – stammt aus dem Jahr 1422.[7] Heute wird der Amthof als Kultur- und Veranstaltungszentrum genutzt, in dem unter anderem eine Musikschule und das Stadtmuseum untergebracht sind. Im überdachten Innenhof finden kulturelle Veranstaltungen statt, in den Galerieräumen und im verliesartigen „Gwölb“ werden Ausstellungen einheimischer und international bekannter Künstler gezeigt.

- Die Burg Dietrichstein wurde im 11. oder Anfang des 12. Jahrhunderts auf einem bewaldeten Hügel östlich von Feldkirchen errichtet. Eine urkundliche Erwähnung ist aus dem Jahr 1103 belegt. Ab 1166 war sie im Besitz der Familie Dietrichstein. Im Zuge der Türkeneinfälle wurde sie 1483 zerstört. Nach mehreren Besitzerwechseln verfiel die Burg schließlich, so dass heute nur noch wenige Mauerreste erhalten sind. Das heute noch erhaltene Schloss Dietrichstein wurde von den Dietrichsteinern um das Jahr 1500 errichtet. Nach mehreren Besitzerwechseln gelangte es 1838 wieder in den Besitz der Fürsten von Dietrichstein und wurde von diesen in spätklassizistischer Form umgestaltet.[8]

- Im Ortsteil Prägrad befinden sich in ungewöhnlicher Lage auf einem Vorsprung in einem Hang der Ossiacher Tauern die Reste einer mittelalterlichen Burg, der Burgruine Prägrad. Der Zeitpunkt der ursprünglichen Errichtung ist unbekannt, 1166 ging die Burg in den Besitz der Bamberger über. Über landesfürstliche und anschließend habsburgischen Besitz wurde sie schließlich 1628 Eigentum des Stifts Ossiach. Von der ursprünglichen Burganlage sind nur noch wenige Teile erhalten.[9]

- Das Schloss Lang befindet sich in einem kleinen Park im gleichnamigen Ortsteil Feldkirchens. Es wurde 1306 erstmals urkundlich erwähnt. Für das Jahr 1440 ist mit der Familie der Pybriacher der älteste Nachweis eines Besitzers belegt, das Schloss gehörte seinerzeit also zur Herrschaft Himmelberg. Der zweigeschoßige Bau, der seine heutige Fassade im 19. Jahrhundert erhielt, wechselte häufig den Besitzer und befindet sich heute noch in Privatbesitz.

- Das Schloss Poitschach aus dem 18. Jahrhundert liegt im Norden der Stadt.

- Zwischen Feldkirchen und Tiffen erhebt sich südlich der Bundesstraße 94 der Galgenbühel mit einem Mauerrest des ehemaligen Hochgerichtes.

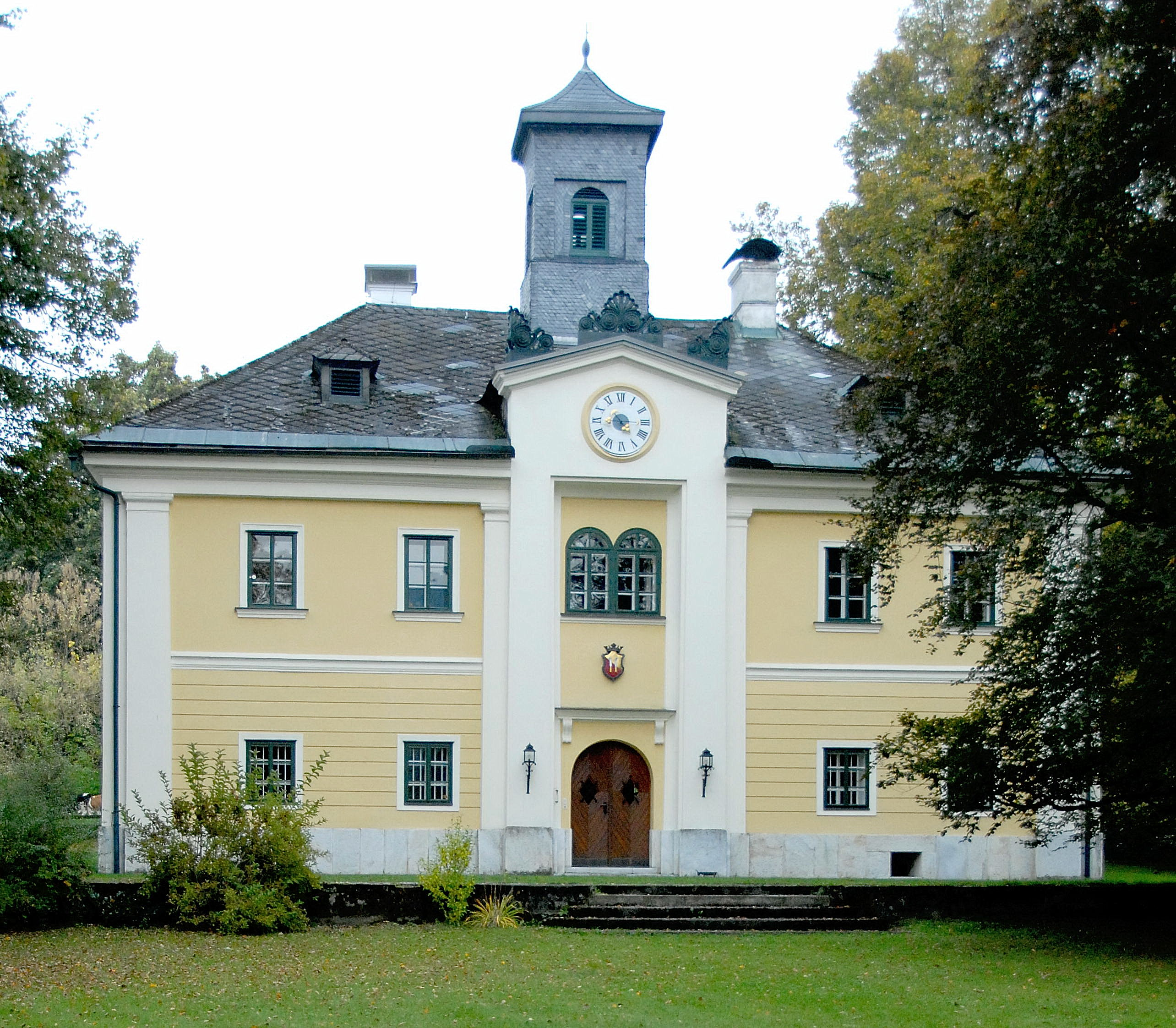
Schloss Dietrichstein
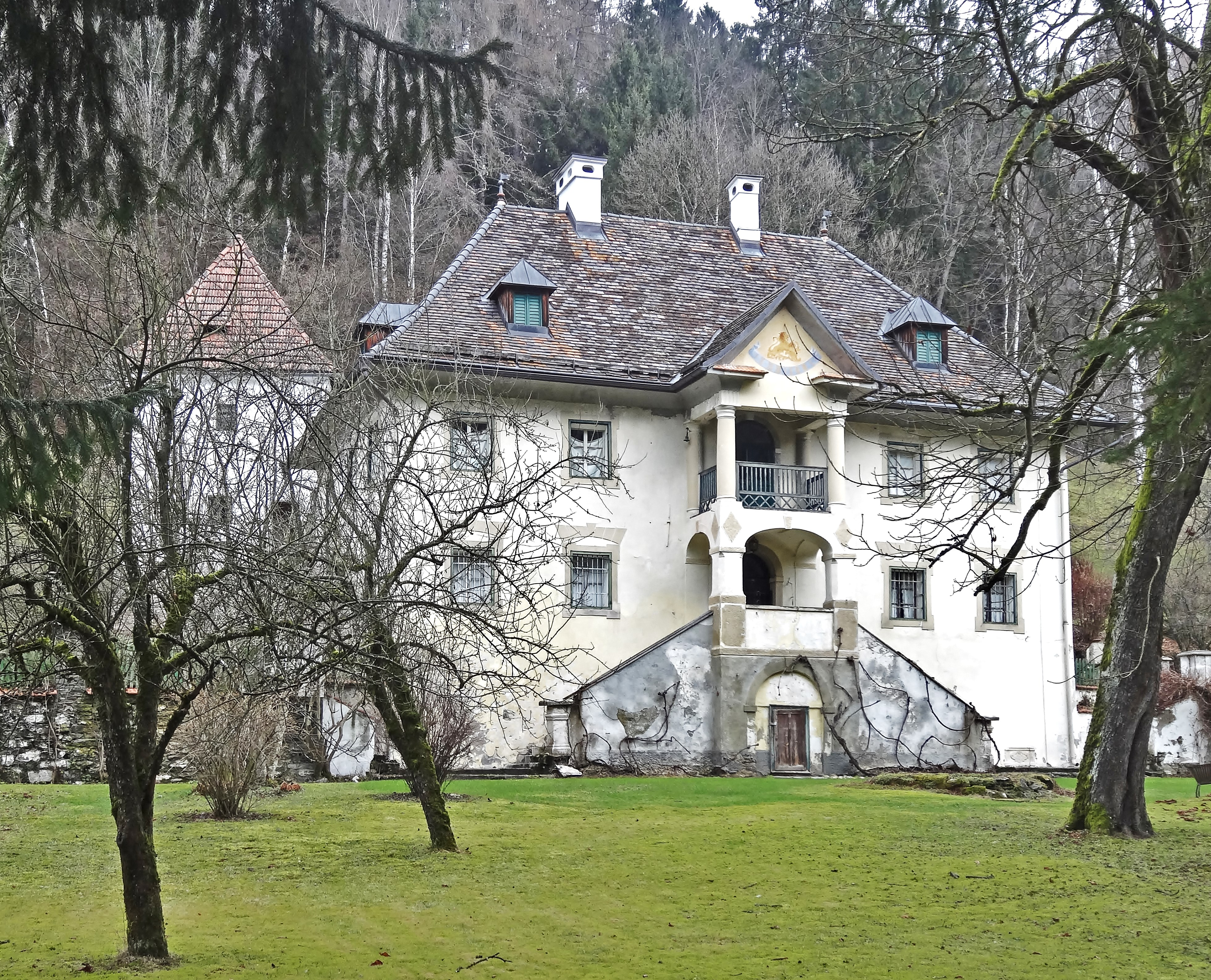
Schloss Lang
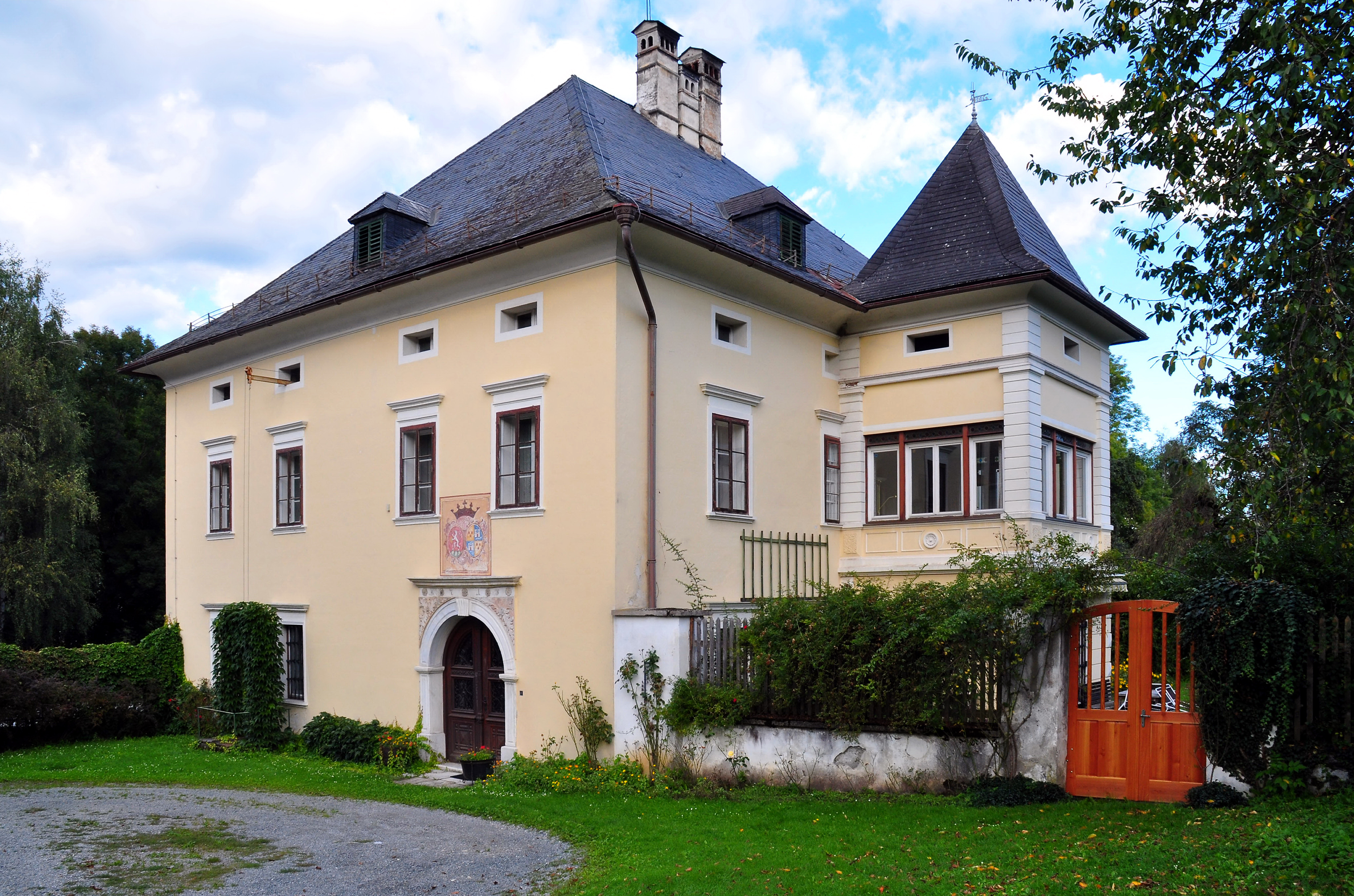
Schloss Poitschach
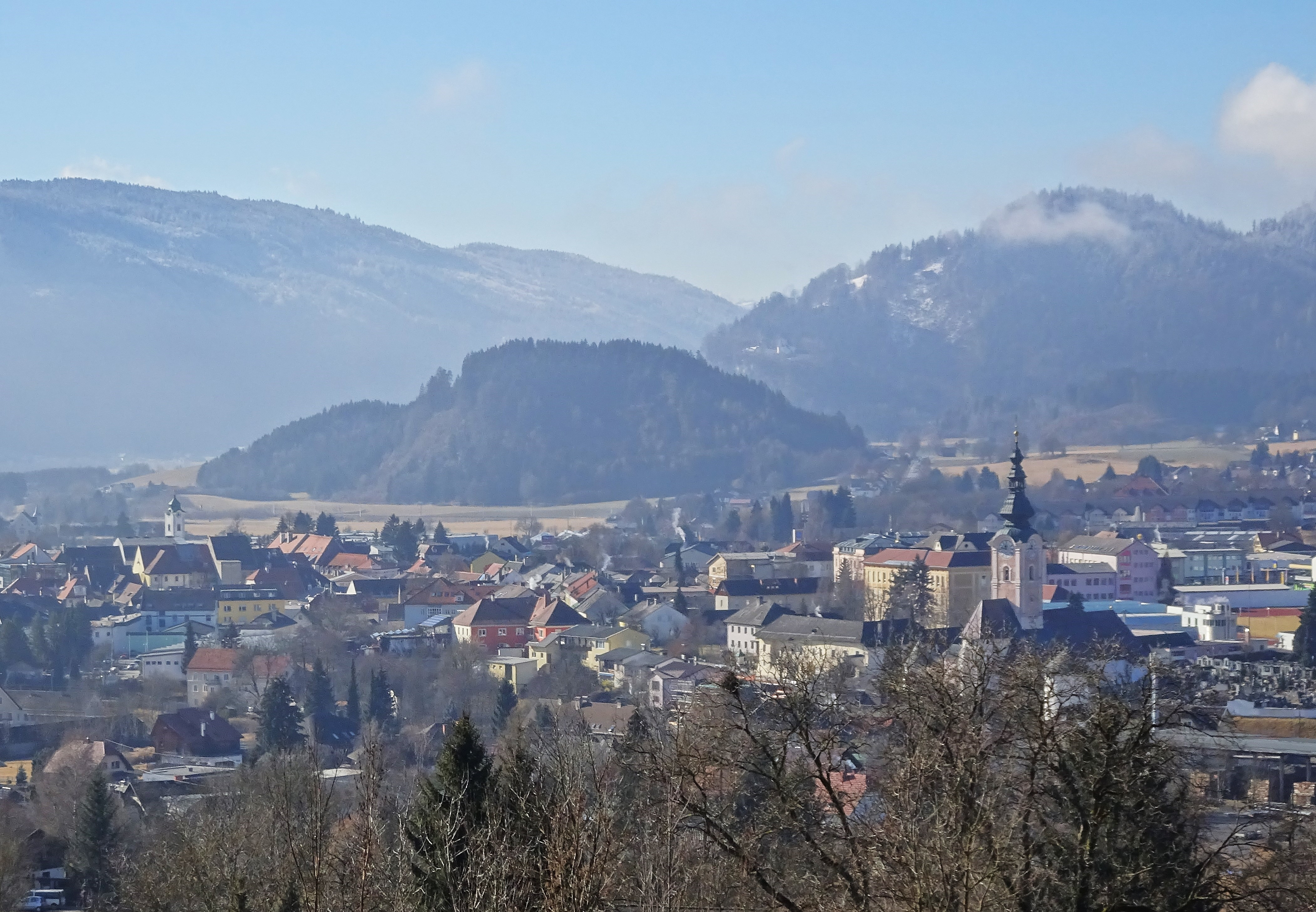
Der Galgenbühel im Westen der Stadt
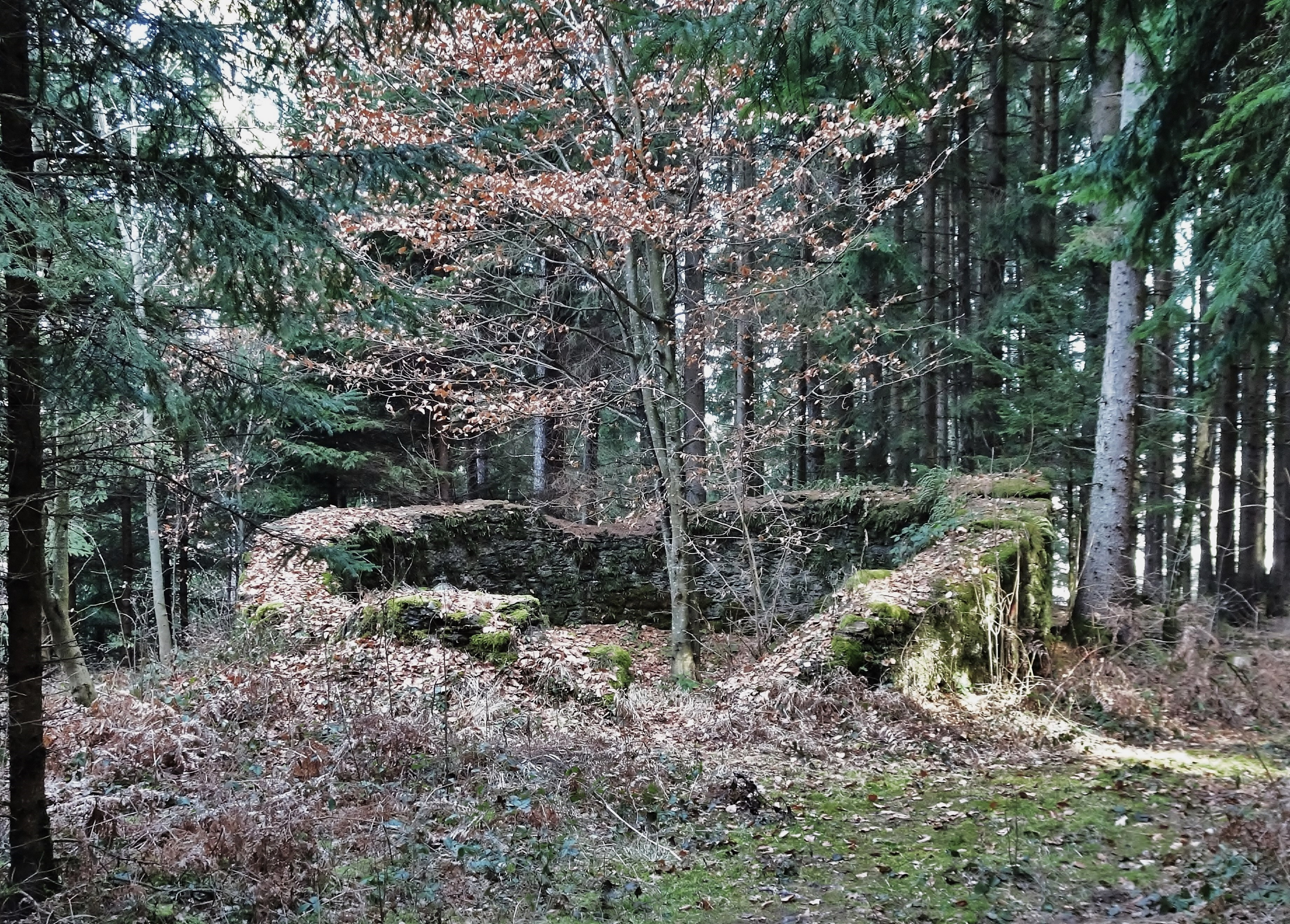
Ruine des ehemaligen Hochgerichts auf dem Galgenbühel

#### Brunnen

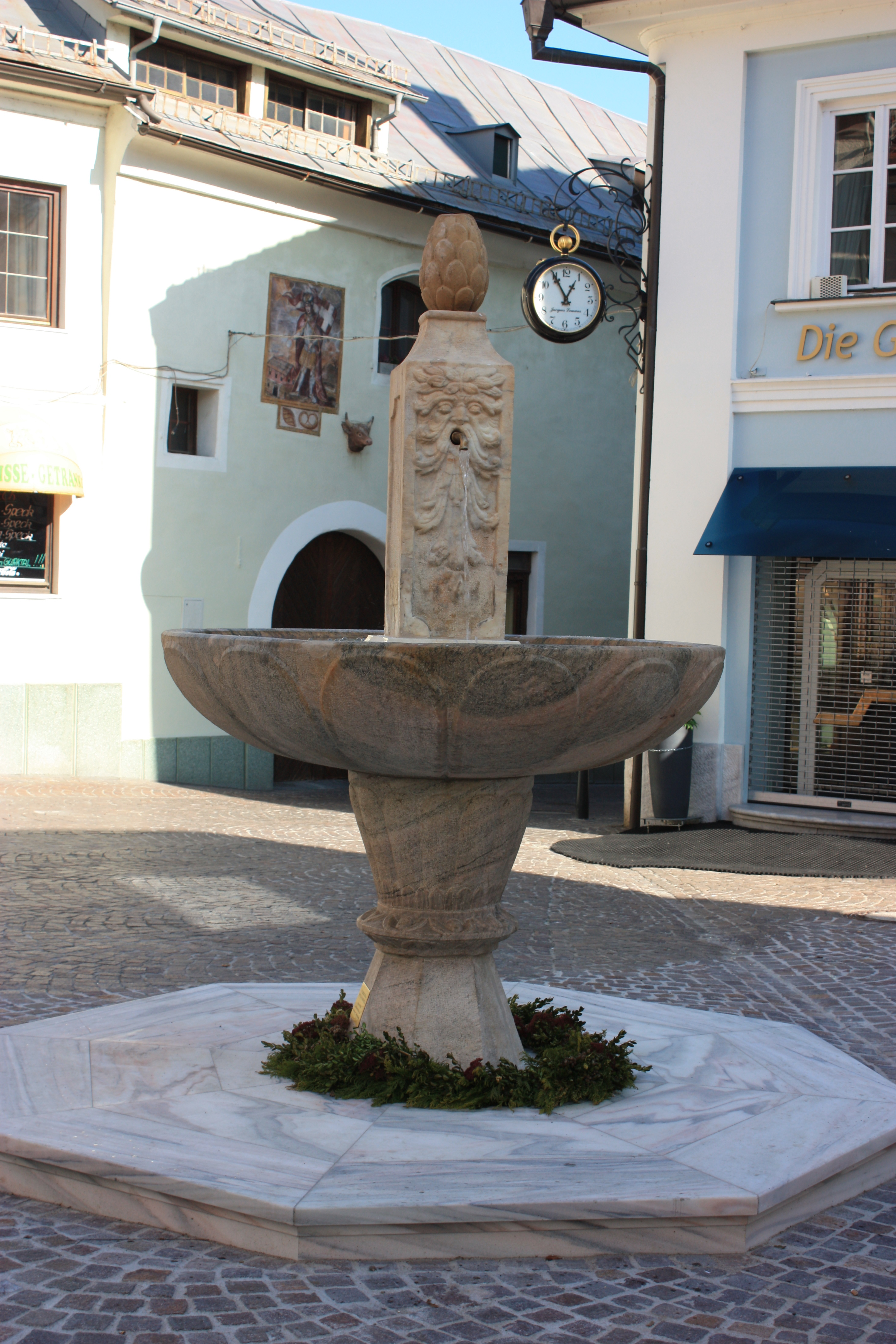
Der Schüsselbrunnen auf dem Rauterplatz
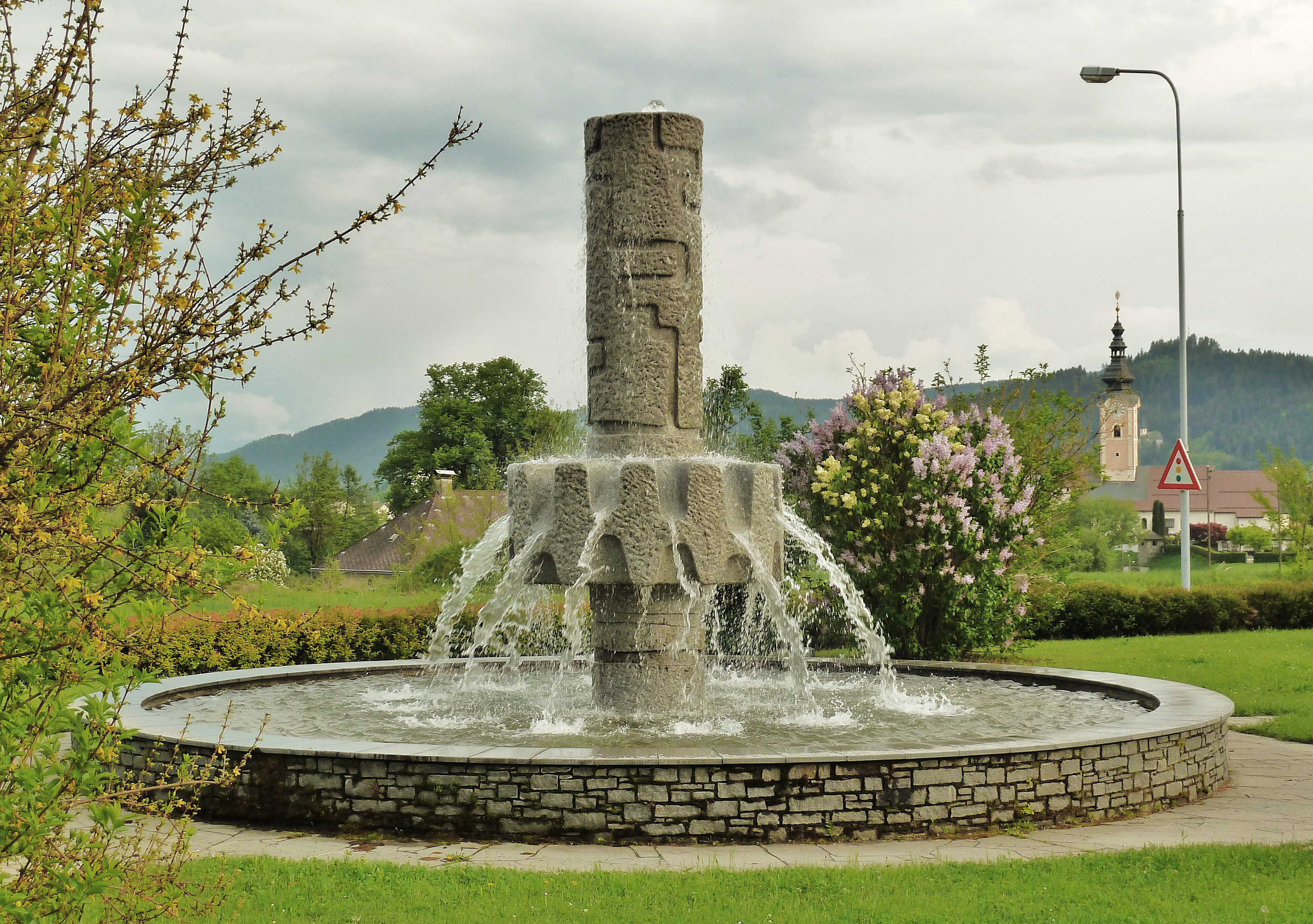
Der Milesibrunnen im Norden der Stadt
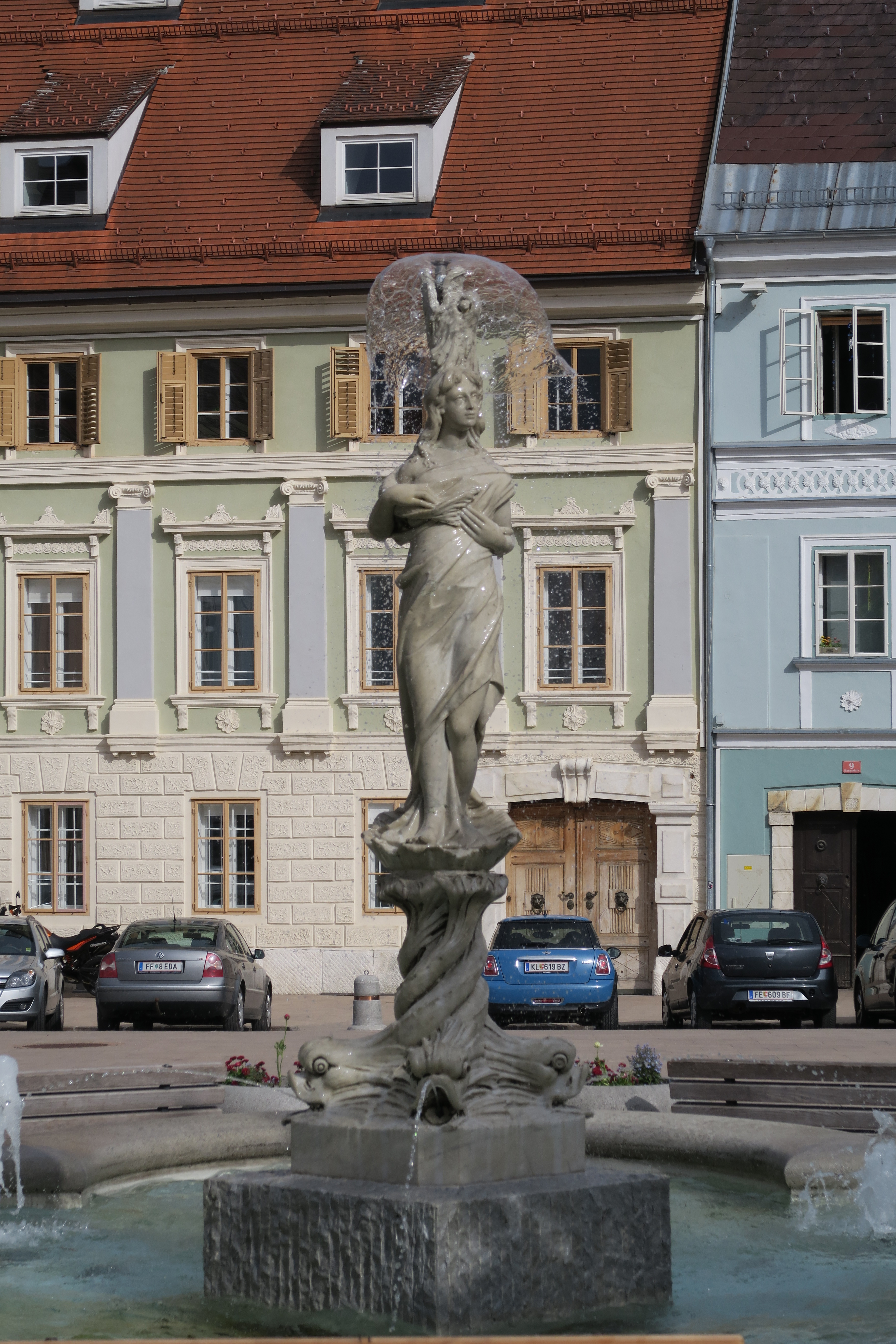
Der Brunnen am Hauptplatz

### Vereine

#### Sport
Ende des 19. Jahrhunderts wurden Turnvereine sehr populär. So wurde auch in Feldkirchen im Jahr 1891 ein „Allgemeiner Deutscher Turnverein“ gegründet, über dessen Anfangsjahre nur sehr wenig bekannt ist. Nach dem Ersten Weltkrieg fanden Vergleichswettkämpfe mit auswärtigen Vereinen statt, darunter auch in heute unbekannten Sportarten wie „Kugelschocken“ oder „Eilbotenlauf“ (einem Staffellauf). Die 1920er und 1930er Jahre waren eine Blütezeit des Vereins, aus der einige erfolgreiche Turnerpersönlichkeiten hervorgingen. Nach dem Zweiten Weltkrieg nahm zunächst die Leichtathletik-Abteilung den Wettkampfbetrieb wieder auf. Der Turnbetrieb begann erst 1957 wieder, im selben Jahr erhielt der Verein seinen heutigen Namen „Allgemeiner Turnerverein Feldkirchen“ (ATV). Bald darauf wurde auch eine Tennisabteilung ins Leben gerufen. Überregional erfolgreich war auch in den letzten Jahrzehnten vor allem die Leichtathletik-Sektion.
1977 spaltete sich ein Teil der Aktiven vom ATV ab und gründete den „Turn- und Leichtathletikclub“ (TLC). Bereits zwei Jahre darauf errang Alfred Markowitsch im 400-m-Lauf den ersten österreichischen Meistertitel für den Verein, dem bis heute noch rund 100 weitere folgen sollten. Erfolgreichster Sportler des TLC ist bis heute der Hürdenläufer Herwig Röttl, der zwei Mal bei Olympischen Spielen (1992 und 1996) sowie insgesamt 14 Mal bei Welt- und Europameisterschaften für Österreich antrat.
Ein weiterer, überregional erfolgreicher Verein ist der SV Feldkirchen. Er entstand 1948 aus der Fusion des 1924 gegründeten Arbeiterturnvereins (ATUS) sowie dem seinerzeit noch jungen Verein „Blau-weiß Feldkirchen“. Den Fußballern des Sportvereins gelang 1958/59 erstmals der Aufstieg in die Kärntner Liga. In der Saison 2007/08 erreichte die erste Fußballmannschaft, die unter dem Namen SV Wigo Feldkirchen in der drittklassigen Regionalliga Mitte antritt, mit dem 2. Platz ihr bisher bestes Ergebnis.
Der Basketballverein ASKÖ Sparkasse Feldkirchen wurde im Jahr 1971 von fünf engagierten Hauptschullehrern gegründet. Durch verstärktes Augenmerk auf die Nachwuchsarbeit konnten zahlreiche Kärntner Meister-Titel in den diversen Nachwuchsklassen erreicht werden. Der erste Meistertitel wurde bereits im Jahr 1979 unter dem Trainer der Ex-Internationalen Hans Orel geholt. Mangels einer geeigneten Sporthalle hatte man jedoch auf den Aufstieg in die Bundesliga verzichtet. Zwölf Jahre später wurden die Feldkirchner in der Kärntner Liga wieder Erster, der Aufstieg in die Bundesliga B wurde fixiert. Heimspiele mussten aber weiterhin auswärts in St. Veit an der Glan ausgetragen werden. Der Verein wechselte bald wieder in die Kärntner Liga, in der er bei den Herren in den Jahren von 1998 bis 2002 und von 2003 bis 2007 Meister wurde. In den Jahren 2008 und 2009 erreichte die Herren-Mannschaft jeweils das „kleine Finale“.
Der Verein zählt mehr als 100 Mitglieder, davon sind der Großteil Mädchen und Burschen aller Altersklassen.
Daneben gibt es noch zahlreiche weitere Sportvereine in Feldkirchen, das Spektrum reicht von Mannschaftssportarten (Eishockey, Handball, Volleyball) über Rad- und Motorsport, mehreren Schützenvereinen bis hin zum Segelflugsport.

## Wirtschaft und Infrastruktur

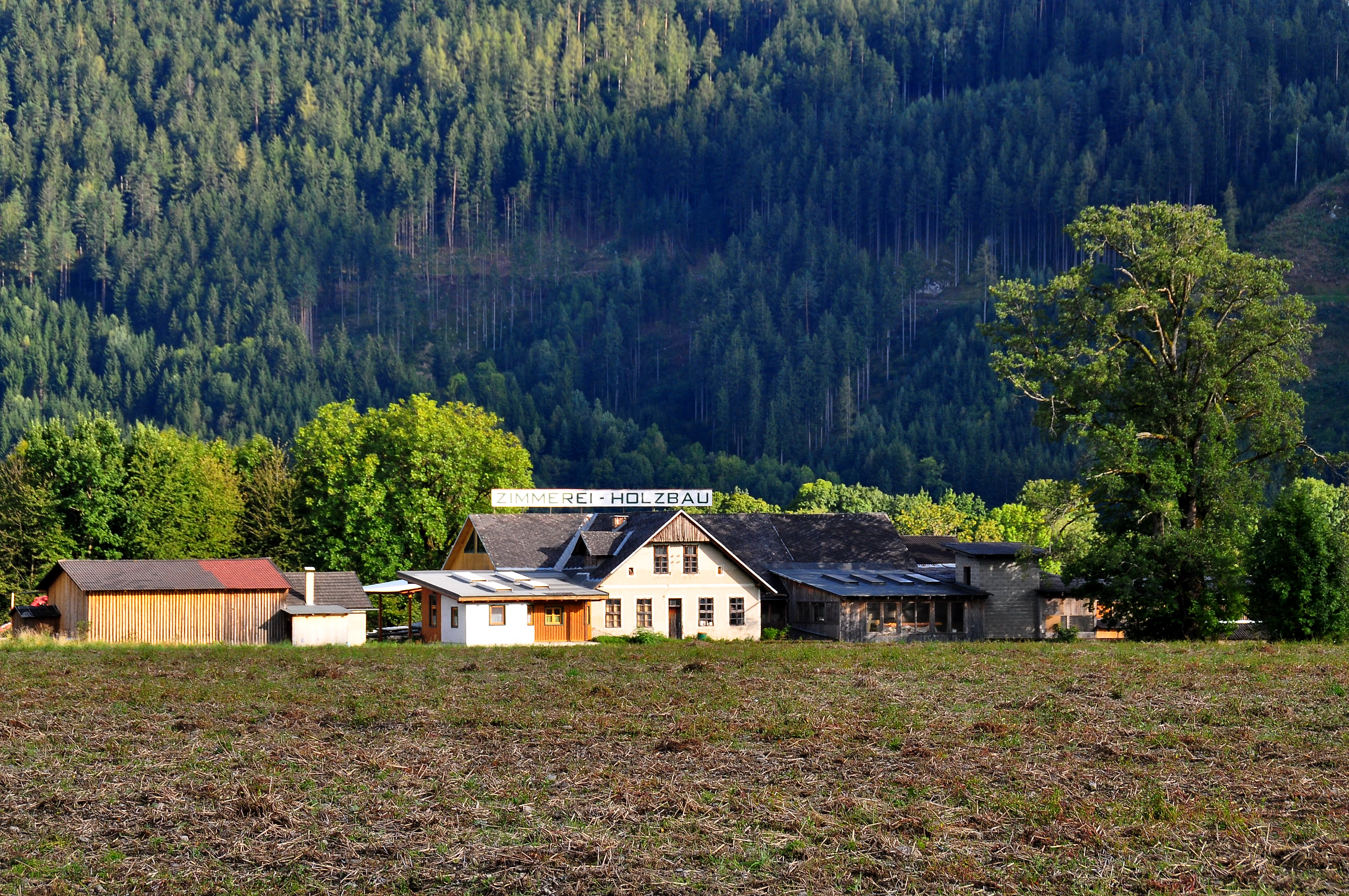
Zimmerei- und Holzbau-Betrieb in Feistritz

### Ansässige Unternehmen
Die in Feldkirchen ansässigen Unternehmen sind in überwiegender Zahl Kleinbetriebe: Von den 706 bei der Arbeitsstättenzählung 2001 erfassten Betriebe beschäftigten 644 weniger als 20 Angestellte, lediglich fünf hatten mehr als 100 Mitarbeiter.
Größter Arbeitgeber der Stadtgemeinde ist die Diakonie de La Tour, die in Waiern ein Krankenhaus und ein Altersheim betreibt. Zu den wenigen größeren und überregional bekannten Unternehmen Feldkirchens zählen das Stahlbauunternehmen Haslinger, der Fertighaushersteller WIGO-Haus sowie der IT-Zubehör-Hersteller Embatex AG (Markenname Emstar).
Mehrere kleinere Unternehmen sind in der Holzbe- und -verarbeitungsbranche angesiedelt. Dies sind in der Regel Holzbaufirmen, Zimmereien und Tischlereien.

### Verkehr
Der Bahnhof Feldkirchen ist eine Station der Bahnstrecke St. Veit an der Glan – Villach (ÖBB-Fahrplanbild 650), also zugleich ein Teil der historischen Rudolfsbahn. Mit dem Bahnhof St.Martin-Sittich liegt ein weiterer Haltepunkt dieser Strecke im Gemeindegebiet.
Vor dem Bahnhof befindet sich ein größerer Busbahnhof, der von zahlreichen Buslinien der Region angefahren wird.
Feldkirchen hat keinen Autobahnanschluss, ist aber Knotenpunkt dreier „Bundesstraßen“:
- Die Gurktal-Straße (B 93) verläuft von Feldkirchen aus in Richtung Nordosten durch das mittlere Gurktal über Weitensfeld und Straßburg-Stadt nach Althofen.
- Die Ossiacher Straße (B 94) verbindet Feldkirchen mit St. Veit an der Glan und Villach
- Die Turracher Straße (B 95) verläuft in Richtung Norden durch mehrere Gemeinden des Bezirks über die Turracher Höhe in die Steiermark, in östlicher Richtung zum Wörthersee und bis nach Klagenfurt.

Darüber hinaus verlaufen drei regionale Landesstraßen durch das Gemeindegebiet:
- Ossiacher-See-Südufer-Landesstraße (L 49)
- Goggausee-Landesstraße (L 80)
- Ossiacher-Tauern-Landesstraße (L 47)

In Rabensdorf befindet sich der Flugplatz Feldkirchen/Ossiachersee (LOKF), der vom Flugsportverein Feldkirchen Ossiachersee betrieben wird.

### Bildung

#### Geschichte
Bis 1820 gab es in Feldkirchen nur ein kleines Schulhaus in der Nähe der Stadtpfarrkirche mit einem Schulzimmer, eine zweite Klasse wurde in einem Privathaus untergebracht. Ein Jahr später wurde mit Unterstützung der Gemeinde und des Grafen Egger zu Treibach in der Kirchgasse ein neues Schulhaus mit zwei Räumen und einer Lehrerwohnung eingerichtet. Für eine dritte Klasse musste damals Schulgeld entrichtet werden, was von vielen als unnütze Geldausgabe angesehen wurde. 1869 wurde der Schulunterricht mit dem Reichsvolksschulgesetz gründlich neu organisiert. Die Feldkirchener Schule litt bereits seit ihren Anfängen unter Platzproblemen – teilweise wurde sogar auf Gasthöfe ausgewichen – die erst 1910 mit dem Bezug der Bürgerschule gelöst wurden. Nach einer weiteren Reform Ende der 1920er Jahre wurde die Bürgerschule in Hauptschule umbenannt.
Nach dem Zweiten Weltkrieg sah man sich erneut mit Raumproblemen konfrontiert. Zusätzlich wurden noch eine Berufsschule und eine einklassige Sonderschule eingerichtet und im Volksschulgebäude untergebracht. Ein zusätzlicher Neubau sorgte erst 1962 für vorübergehende Entlastung. Durch geburtenstarke Jahrgänge in den 1960er Jahren war bald die Notwendigkeit für ein weiteres Hauptschulgebäude gegeben, das 1972 fertiggestellt und bezogen wurde. Zu diesem Zeitpunkt gab es in Feldkirchen über 2000 Hauptschüler. 1970 hatte mit der Handelsschule bereits eine weitere Schule im Gebäude der ehemaligen Bürgerschule den Unterricht aufgenommen. Als Allgemeinbildende Höhere Schule (AHS) wurde 1979 ein Bundesrealgymnasium eingerichtet.

#### Heutige Bildungseinrichtungen
In Feldkirchen gibt es heute sechs Volksschulen und zwei Neue Mittelschulen (Schwerpunkt: IT oder Sport; Italienisch oder Musik; Musisch kreativ) sowie eine allgemeine Sonderschule. Als weiterführende Schulen stehen eine einjährige Polytechnische Schule, das Realgymnasium (BRG) sowie die Handelsakademie und Handelsschule zur Verfügung. Es gibt auch eine Musikschule, die im Bamberger Amthof untergebracht ist.
Seit dem Jahr 2002 ist Feldkirchen einer von vier Standorten der Fachhochschule Kärnten. Hier werden Studiengänge im Bereich „Gesundheit und Soziales“ angeboten.
Zur Erwachsenenbildung gibt es seit 1957 eine Volkshochschule in Feldkirchen.
Im Ortsteil Waiern besteht das Martin-Luther-Kolleg der evangelischen Diakonie Kärnten, in dem Mitarbeiter der Sozialen Einrichtungen der Evangelischen Kirche aus- und fortgebildet werden.

### Gesundheit und Soziales
- Apotheken: In der Stadt Feldkirchen bieten drei Apotheken ihre Dienste an.
- Ärzte: Für die Gesundheitsversorgung der Bevölkerung stehen Praktische Ärzte, Fachärzte und das von der Diakonie betriebene Krankenhaus Waiern zur Verfügung.
- Betreuung und Pflege: Für alte und pflegebedürftige Menschen bieten verschiedene Organisationen mobile Pflegedienste bis zur 24-Stundenbetreuung an. Die Diakonie Kärnten, der Kärntner Caritasverband und der Sozialhilfeverband Feldkirchen betreiben vier Altenwohn- und Pflegeheime in Feldkirchen.[12][13][14]

## Politik

### Gemeinderat
Der Gemeinderat von Feldkirchen hat 31 Mitglieder.
- Mit der Gemeinderatswahl 2015 hatte der Gemeinderat folgende Verteilung: 14 SPÖ, 10 ÖVP, 3 FPÖ, 2 GRÜNE und 2 FePlus – unabhängige Liste Heinz Breschan.[15]
- Mit der Gemeinderatswahl 2021 hat der Gemeinderat folgende Verteilung: 14 ÖVP, 8 SPÖ, 4 FPÖ, 4 GRÜNE und 1 FPLUS.[16]

### Bürgermeister
- 1979 bis 1982 Werner Lechner (SPÖ)[17]

- 1982 bis 1985 Horst Huber (FPÖ)[18]

- 1985 bis 1997 Josef Stotter (ÖVP)[19]

- 1997 bis 2003 Walter Puff (FPÖ)[20]
- 2003 bis 2015 Robert Strießnig (SPÖ)[20]
- seit 2015 Martin Treffner (ÖVP)[21][22]

### Wappen

Wappen von Feldkirchen

Das Wappen mit der Kirche im Feld zeigt die Pfarrkirche Maria im Dorn als Basilika mit Chorturm sowie dem südöstlich der Kirche errichteten romanischen Karner.
Es wurde Feldkirchen ursprünglich in der Zeit unter Pankraz Ungnad, zeitweilig Besitzer der Feste Dietrichstein und des Marktes, verliehen, in der König Friedrich IV. dem Markt Handelsrechte (1441) und ein Jahrmarktprivileg (1453) verlieh. Das älteste erhaltene Marktsiegel auf einer Urkunde vom 7. November 1541 enthält die Jahreszahl 1459. Um 1530/40 wurde ein kleineres Stadtsiegel angefertigt (erhalten in einer Urkunde von 1542), das bis ins 18. Jahrhundert hinein in Gebrauch blieb und unter anderem die Grundlage für die Neuverleihung des Wappens von 1969 bildete. Die amtliche Blasonierung des Wappens lautet:
„In von Blau und grün geteiltem Schild eine steinplattengedeckte silberne Kirche mit Turm über dem Chorquadrat und skulptiertem Portal längsseits; vor dem Chorschluss ein runder silberner Karner mit Kegeldach.“
Die Fahne Feldkirchens ist Blau-Weiß-Grün mit eingearbeitetem Wappen.

### Städtepartnerschaften
- Bamberg, Bayern, seit 1. Oktober 1993
- Ahrensburg, Deutschland, seit 13. Februar 1998

## Persönlichkeiten

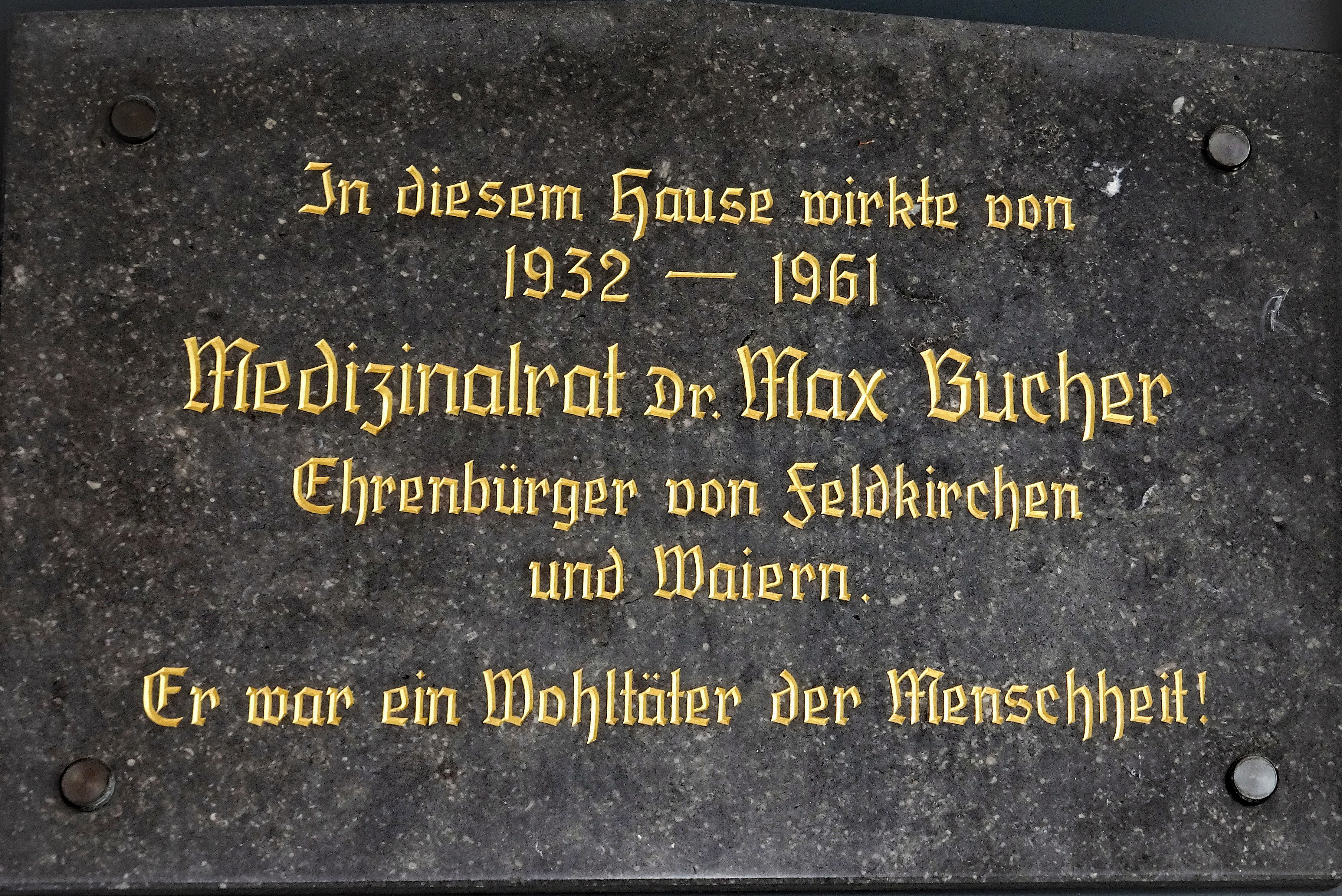
Gedenktafel für Dr. Max Bucher, Sparkassenstraße 1 a

### Ehrenbürger der Stadt
- Max Bucher, Medizinalrat, Ehrenbürger von Feldkirchen und Waiern, von 1932 bis 1961 als Arzt tätig

### Söhne und Töchter der Stadt
- Franz Jänggl (≈1650–1734), Baumeister
- Simon Sasslaber (1673–1740), Steinmetzmeister und Bildhauer
- Franz Anton Pilgram (1699–1761), Architekt
- Johann Mathias von Koller (1728–1805), Eisenhändler und Industrieller
- Thomas Novak (1782–1860), Unternehmer und Politiker
- Johann Jessernig (1806–1882), Guts- und Fabrikbesitzer und Landtagsabgeordneter, 1850 bis 1874 Bürgermeister von Feldkirchen
- Anton Missoni (1863–1957) errichtete als Baumeister in Feldkirchen repräsentative Gebäude, wie die ehemalige Volksschule oder die Sparkasse Feldkirchen, deren Mitbegründer er war
- Ambros Scharfegger (1866–1939), Politiker (CSP); in Kallitsch geboren
- Karl Strießnigg (1876–1938), Politiker (LBd); in Niederdorf geboren
- Fritz Dörflinger (1879–1945), Rechtsanwalt, Kommandant während des Kärntner Abwehrkampfes, Politiker
- Reinhold Schwartz (1880–1967), Arzt, Naturheil- und Fastenpionier; in Waiern geboren
- Meinrad Natmeßnig (1892–1982), Bankmanager und nationalsozialistischer Funktionär: in Dolintschig geboren
- Hermann Allmayer (1900–1977), Journalist, hauptsächlich bei Organen von NSDAP und SPÖ
- Otto Maria Polley (1910–1984), Schriftsteller
- Walther Weißmann (1914–2002), Politiker (ÖVP) und Geschäftsführer der Industriellenvereinigung
- Hubert Wilfan (1922–2007), Bildhauer
- Karl Petritz (* 1941), Politiker (ÖVP)
- Reinhold Durnthaler (1942–2017), Bobfahrer; in Waiern geboren
- Wolfgang Neumann (* 1945), Opernsänger; in Waiern geboren
- Kurt Tassotti (* 1948), Bildhauer
- Ludwig Rader (* 1948), Politiker (FPÖ); in Waiern geboren
- Reinhold Feichter (* 1952), Skilangläufer
- Hansjörg Lein (* 1953), Superintendent der Evangelischen Superintendentur A. B. Wien 2004–18; in Waiern geboren
- Oskar „Ossi“ Huber (1954–2025), Singer/Songwriter, Musiker und Autor
- Herbert Gantschacher (* 1956), Theaterregisseur, Produzent und Autor; in Waiern geboren
- Walter Knaller (* 1957), Fußballspieler; in Waiern geboren
- Wolfgang Knaller (* 1961), Fußballspieler; in Waiern geboren
- Christian Krönes (* 1961), Produzent und Filmregisseur
- Klaus Rohseano (* 1969), Fußballspieler und -trainer
- Ulrich Kaufmann (* 1974), Filmemacher, Video- und Installationskünstler
- Siegfried Grabner (* 1975), Snowboarder
- Andreas Tiffner (* 1991), Fußballspieler
- Dorina Klinger (* 1997), Beachvolleyball- und Volleyballspielerin
- Ronja Klinger (* 2000), Beachvolleyball- und Volleyballspielerin

### Mit der Stadt verbundene Persönlichkeiten
- Wini Brugger (* 1961), Koch
- Günther Domenig (1934–2012), Architekt, in Feldkirchen bestattet
- Martin Hinteregger (* 1992), Fußballspieler, geboren in Sirnitz
- Hannes Jagerhofer (* 1962), Eventmanager, Gründer von Checkfelix
- Julia Jost (* 1982), Theaterregisseurin und Autorin
- Sven Klimbacher (* 1981), Eishockeyspieler
- Daniel Nageler (* 1986), Eishockeyspieler
- Ernst Schwarz (1845–1925), evangelischer Pfarrer und Gründer der Diakonie in Waiern
- Herwig Seiser (* 1960), Landesbediensteter und Politiker (SPÖ)